# ミシガン州

ミシガン州
State of Michigan

州の愛称: 五大湖の州（The Great Lakes State）
クズリの州（Wolverine State）

ミシガン州（ミシガンしゅう、英: State of Michigan）は、アメリカ合衆国中西部に位置する州。五大湖地域に含まれ、アメリカ合衆国50州の中で総面積では全米第11位（陸地面積では22位）、人口では全米第10位。前身のミシガン準州から1837年1月26日に合衆国26番目の州に昇格した。州の北と東はスペリオル湖・ヒューロン湖を挟んでカナダの国境に接し、西はミシガン湖越しにウィスコンシン州に、南はインディアナ州とオハイオ州に接している。
ミシガン州は、北米における自動車産業発祥の州として知られており、ゼネラルモーターズ（GM）の本社所在地であるデトロイトはその代表である。また五大湖のうちの4つに囲まれているという地の利もあり、アメリカ・カナダの両方からの観光客が多い州でもある。州域はロウアー半島とアッパー半島という2つの大きな半島で構成され、その間には幅5マイル (8 km) のマキナック海峡があり、ヒューロン湖とミシガン湖を繋いでいる。2つの半島はマキナック橋で繋がれている。
州都はランシング市であり、人口最大の都市は東側のカナダの国境に面したデトロイト市である。
| 家庭で話される言語（ミシガン州） 2010 | 家庭で話される言語（ミシガン州） 2010 | 家庭で話される言語（ミシガン州） 2010 | 家庭で話される言語（ミシガン州） 2010 | 家庭で話される言語（ミシガン州） 2010 |
| ------------------------------------- | ------------------------------------- | ------------------------------------- | ------------------------------------- | ------------------------------------- |
|                                       |                                       |                                       |                                       |                                       |
| 英語                                  | 英語                                  |                                       | 91.11%                                | 91.11%                                |
| スペイン語                            | スペイン語                            |                                       | 2.93%                                 | 2.93%                                 |
| アラビア語                            | アラビア語                            |                                       | 1.04%                                 | 1.04%                                 |

| 人種構成（ミシガン州） 2010 | 人種構成（ミシガン州） 2010 | 人種構成（ミシガン州） 2010 | 人種構成（ミシガン州） 2010 | 人種構成（ミシガン州） 2010 |
| --------------------------- | --------------------------- | --------------------------- | --------------------------- | --------------------------- |
|                             |                             |                             |                             |                             |
| 白人                        | 白人                        |                             | 76.6%                       | 76.6%                       |
| 黒人                        | 黒人                        |                             | 14.2%                       | 14.2%                       |
| ヒスパニック                | ヒスパニック                |                             | 4.4%                        | 4.4%                        |
| アジア系                    | アジア系                    |                             | 2.4%                        | 2.4%                        |
| インディアン                | インディアン                |                             | 0.6%                        | 0.6%                        |
| 混血                        | 混血                        |                             | 2.3%                        | 2.3%                        |

## 州名の由来
州名の「ミシガン」は、この地に先住したインディアン部族、チッペワ族の言葉で「大きな湖」を意味するmishigamaa がフランス語で訛ったものである。

## 歴史
参照：ミシガン州の歴史、Timeline of Michigan history
ミシガン州となった地域に最初のヨーロッパ人探検者が入ったとき、オタワ族、オジブワ族（フランス語でチッペワ族）、ポタワトミ族などアルゴンキン語を話すインディアンが住んでいた。その中ではオジブワ族が最大であり、人口は25,000人から35,000人と推計されている。
オジブワ族はアッパー半島など州北部に拠点があり、他にオンタリオ州北部、ウイスコンシン州北部、マニトバ州南部、ミネソタ州北部と北中部に住んでいた。オタワ族は主に州北部のマキナック海峡より南と西部、ポタワトミ族は主に州南西部に住んでいた。これら3つの部族は3つの火の評議会と呼ばれる緩やかな連合を形成しており、平和的に共存していた。その他の部族としては、南部と東部にマスクーテン族、メノミニー族、マイアミ族、サック族、フォックス族、ワイアンドット族が住んでいた。ワイアンドット族はフランス語ではヒューロン族で知られる。

### 17世紀

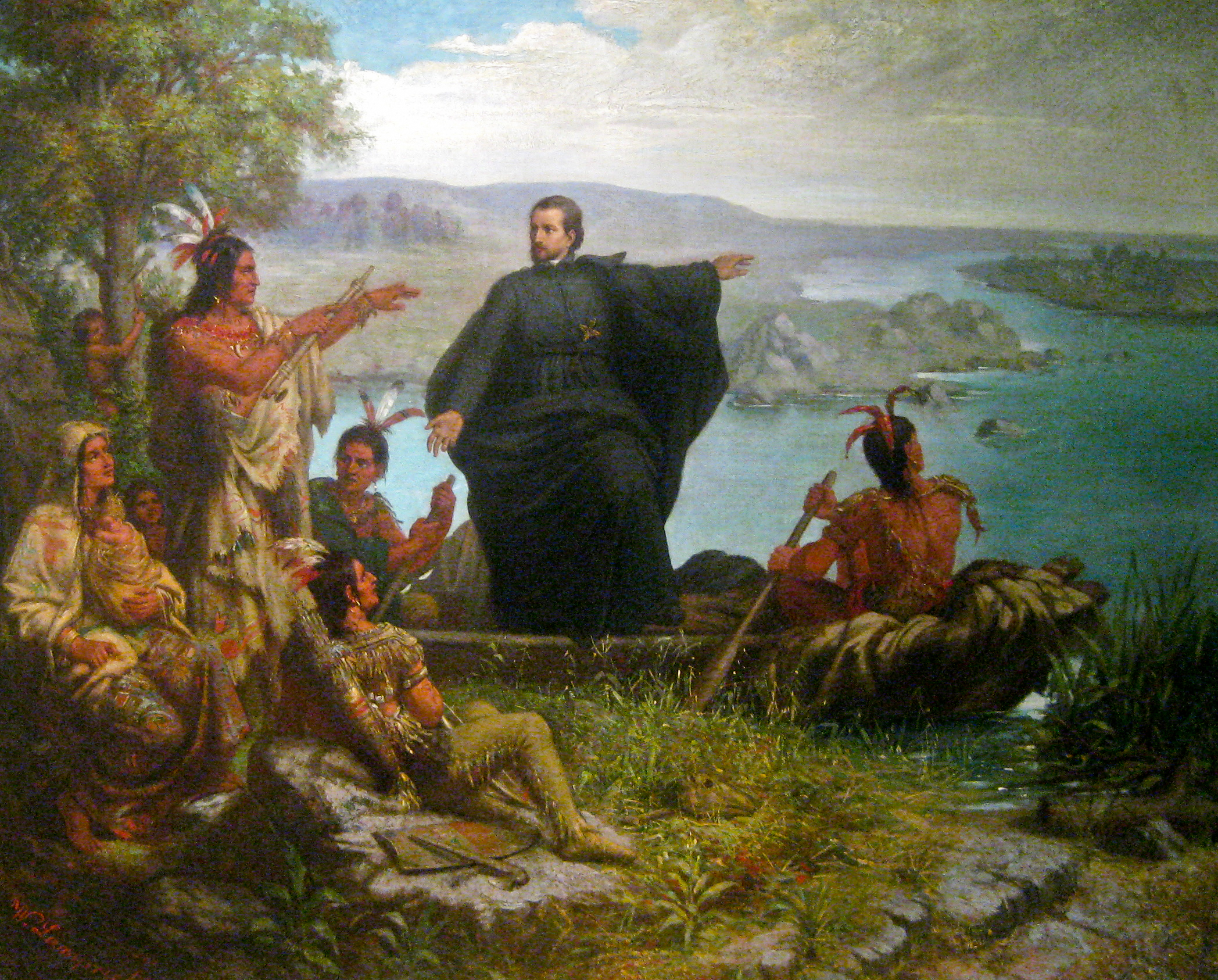
マルケット神父とインディアン、ヴィルヘルムランプレヒト画、1869年

フランス人の山人と木樵が17世紀にミシガンを探検し入植した。この地域に入った最初のヨーロッパ人は1622年のエティエンヌ・ブルレによる遠征隊だった。ヨーロッパ人による最初の恒久的開拓地としては、1868年にカトリックの布教拠点としてマルケット神父がスーセントマリーに設立したものがあった。1671年から1675年の伝導所はセントイグナスやマーケットなど辺鄙な土地に造られた。イエズス会の伝道者は地域のインディアンから受け入れられ、それほどの困難さや敵対も無かった。1679年、ロベール＝カブリエ・ド・ラ・サールが現在のセントジョセフの地にマイアミ砦を建設した。

### 18世紀

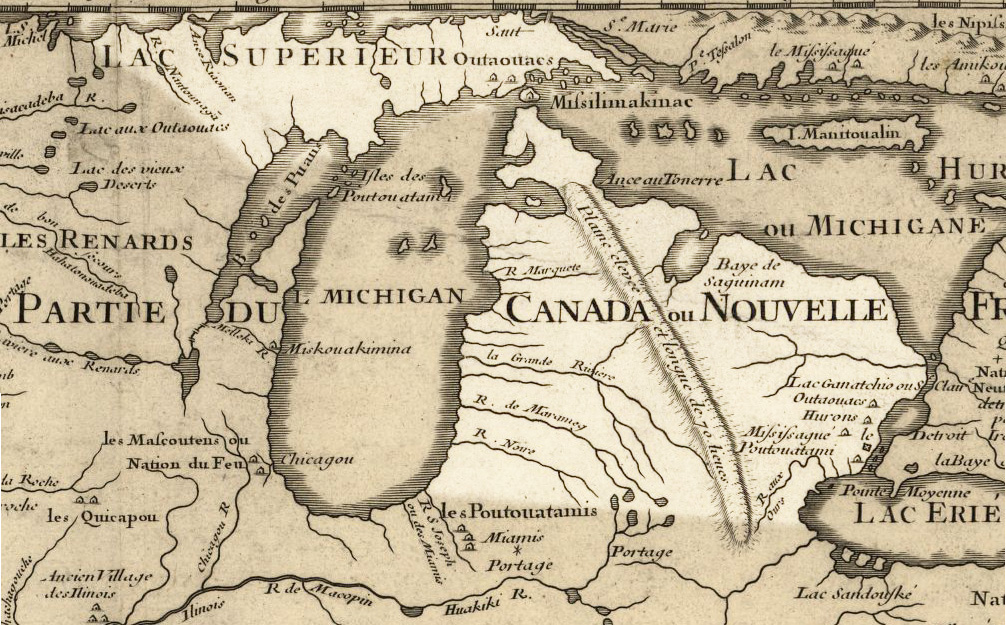
ギローム・ド・ライルが1718年に作った地図

1701年、フランス人探検家で軍隊の士官だったアントワヌ・ド・ラ・モテ・キャディラックが、エリー湖とセントクレア湖の間にあるデトロイト川と呼ばれた水路沿いにデトロイトのポンチャートレイン砦（海峡のポンチャートレイン砦）を設立した。キャディラックはフランス王ルイ14世の宰相であるポンチャートレイン伯爵ルイ・フェリポーを説得して、恒久的な開拓地を作ればフランスが五大湖北部支配を強化し、イギリスの野望を挫くものと見ていた。
キャディラックが連れて行った数百人の兵士と労働者が1アルパン（約0.85エーカー、3,400 m2、1辺が200フィート (61 m) の正方形に相当）の土地を囲む砦を建設し、ポンチャートレイン砦と名付けた。キャディラックの妻マリー・テレーゼ・ギュヨンが間もなくデトロイトに移動してきて、ミシガンの原野に入植した最初期のヨーロッパ系女性となった。この町は直ぐに毛皮交易と積み出しのための主要拠点となった。同年、「エグリス・ド・サンタン」（セントアン教会）が設立された。この建物は現在存在していないが、同名の会派は今日でも活動を続けている。キャディラックは1710年から1716年にルイジアナのフランス総督を務めるためにこの地を離れた。フランスが毛皮交易を確固としたものにするための動きがフォックス戦争に繋がった。この戦争はメスクワキ族（フォックス族）とその同盟部族と、フランスおよびその同盟部族の間で争われた。
これと同じ時期にフランスはマキナック海峡にあるミチリマキナック砦を強化し、魅力ある毛皮交易帝国の支配を試みた。18世紀半ばまでにフランスは現在のナイルズやスーセントマリーに設立した砦を支配していたが、領域の残り部分の大半はヨーロッパ人が入っていない状況だった。
1660年からフランス支配が終わるまで、ミシガンはヌーベルフランス王室領に属した。フレンチ・インディアン戦争（1754年-1763年）のエイブラハム平原の戦い後の1759年、ケベック市がイギリス軍に陥落した。イギリスはこのことで七年戦争の勝利を確実にした。1763年のパリ条約により、ミシガンを含むミシシッピ川以東のヌーベルフランスはイギリスに譲渡された。
アメリカ独立戦争のとき、デトロイトはイギリス軍の重要な供給拠点だった。住人の大半はフランス系カナダ人かインディアンであり、その多くは以前にフランスと同盟していた。独立戦争を終わらせるパリ条約で、イギリスはミシシッピ川以東の地をアメリカ合衆国に割譲したが、この条約で使われた不正確な地図と不明確な言語による領域定義のために、イギリスは戦後もデトロイトとミシガンの支配を続けた。1790年、ケベック州がローワー・カナダとアッパー・カナダに分割されると、ミシガンはアッパー・カナダのケント郡となった。1792年8月には最初の民主的選挙が行われ、ニューアーク（現在のナイアガラオンザレイク市）にあった新しい植民地議会に代議員が派遣された。
1794年のジェイ条約で交渉された条件に従い、イギリスは1796年にデトロイトとミチリマキナックから退き上げた。その後も正確な国境に関する問題は残ったままであり、アメリカ合衆国がアッパー半島を支配したのは1818年、ドラモンド島に支配権を確立したのは1847年になってからだった。

### 19世紀
米英戦争（1812年-1815年）のとき、ミシガン準州（実質的にデトロイトとその周辺のみ）は1812年のデトロイト包囲戦で、ほとんど無血のまま降伏した。デトロイトを取り戻そうとしたアメリカ軍の試みはリバーレジン虐殺と呼ばれる大敗に終わった。この戦闘は現在まで州内で起きた戦闘の中で最も被害の大きなものであり、また米英戦争の中でもアメリカ軍の被害が最も大きなものとなった。1813年のエリー湖の湖上戦後、ミシガンはアメリカ軍が再占領した。その後のカナダ侵略はミシガンから出発し、テムズの戦いが頂点になった。北方の地はイギリス軍が守りきり、休戦条約によって以前の国境が回復された。その後イギリスとの戦争再開を怖れて、ミシガンにはウェイン砦（現在のフォートウェイン）など多くの砦が建設された。

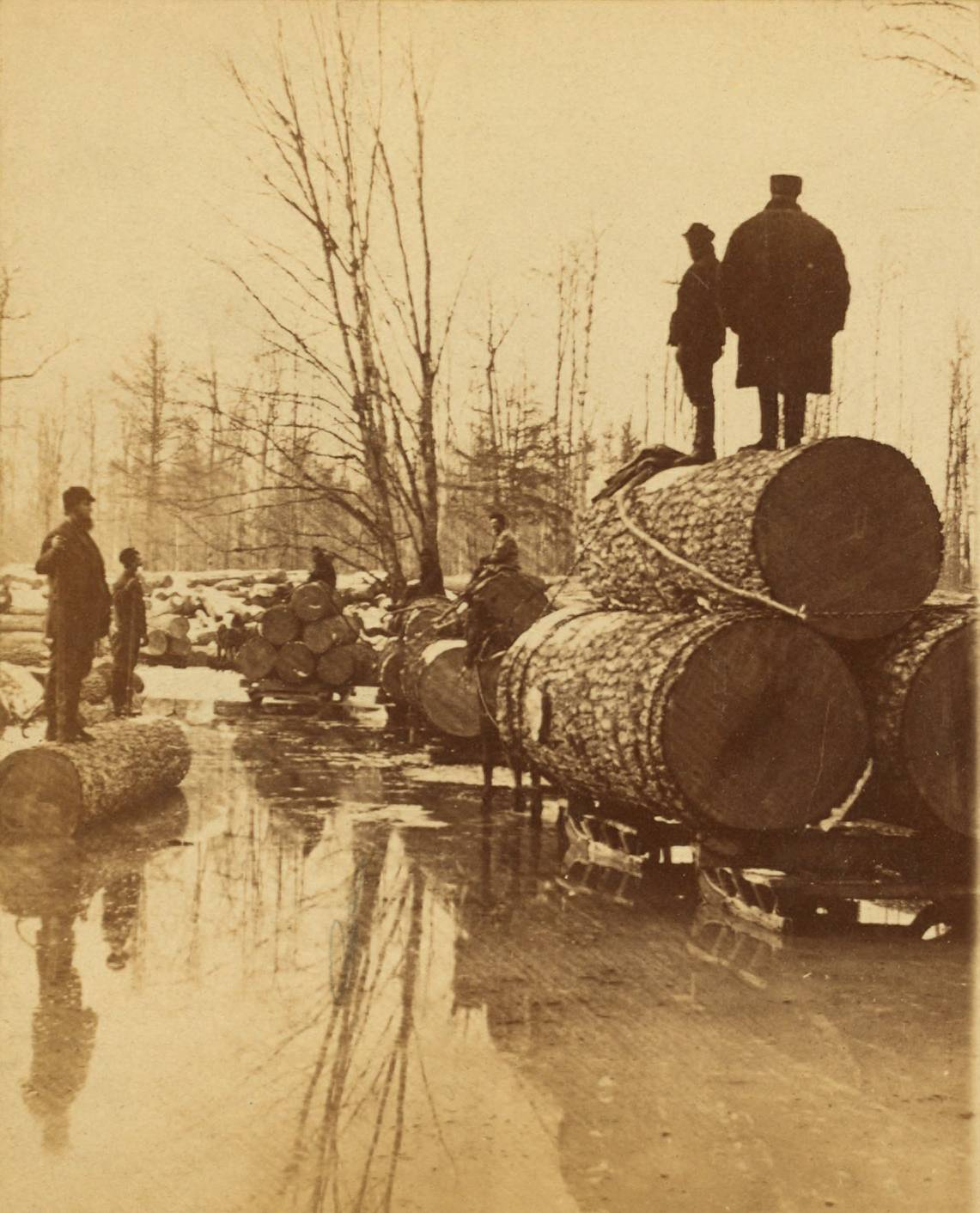
松材の切り出し、1800年代後半

その後の人口増加は緩りだったが、1825年にエリー運河が開通し、五大湖とハドソン川およびニューヨーク市が結ばれた。この新しいルートにより、大勢の開拓者が地域に流入し、農夫や商人となり、穀物、木材、鉄鉱石を出荷した。1830年代までに地域人口は8万人となり、州昇格を請願できる数に達していた。1835年10月、住民は1835年憲法を承認し、州政府ができたが、アメリカ合衆国議会の承認は、トレド戦争と呼ばれたオハイオ州との境界紛争があったために遅れた。アメリカ合衆国議会は「トレド・ストリップ」をオハイオ州に与えた。ミシガンはその妥協案としてアッパー半島西部を受け取り、1837年1月26日に州に昇格した。アッパー半島は木材、鉄、銅など豊富な資源があることが分かった。ミシガン州は1850年代から1880年代まで木材生産量で国内上位にいた。1850年代以降は鉄道が成長の原動力となり、デトロイトはその重要な中継点になった。
1854年7月6日、共和党の州集会が初めて開催され、党綱領を採択した。ミシガン州は1930年代まで共和党の強い地盤だった。南北戦争では北軍に重大な貢献を果たし、志願兵40個連隊以上を送った。
1817年に設立され、1841年にアナーバーに移転したミシガン大学は古典的な学術教育を行い、1849年に設立されたミシガン州立師範学校（現在の東ミシガン大学）は教師を養成し、近代化を推進する公共教育の推進役となった。1899年、ミシガン州立師範学校は国内で初めて4年制の課程を組む師範学校になった。1855年にイーストランシングに設立されたミシガン農業カレッジ（現在のミシガン州立大学）は、公有地認可大学の草分けであり、1862年制定のモリル法で認められた大学のモデルになった。他にも多くの私立大学が作られ、19世紀後半には小さな都市でも高校を開いた。

### 20世紀と21世紀

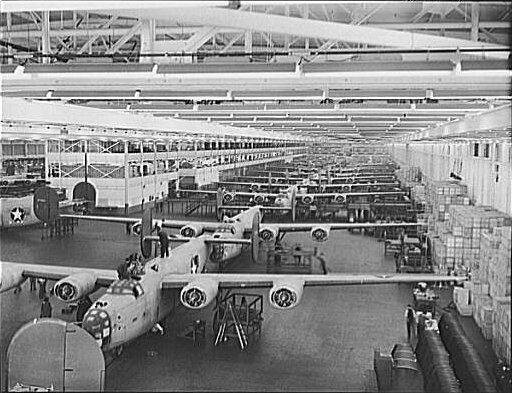
フォード社のウィローラン生産ラインで作られるB-24爆撃機

ミシガン州の経済は20世紀への変わり目に大きく変化した。ランサム・E・オールズ、ジョン・ドッジとホレス・ドッジの兄弟、ヘンリー・リーランド、デイビッド・ダンバー・ビュイック、ヘンリー・ジョイ、チャールズ・キング、ヘンリー・フォードなど多くの人物が自動車産業の立ち上がりに工学的なノウハウや技術を集中して投入した。フォード社のハイランドパーク工場で採用された移動式組み立てラインの開発が輸送の新しい時代の始まりだった。蒸気船や鉄道と同様自動車は遠距離を走ることのできる手段となった。公共交通の形態以上に個人の生活を変革させた。自動車産業はデトロイトとミシガン州の主要産業となり、アメリカ合衆国のみならず、世界の大半で生活の社会経済的な側面を変えた。
自動車産業はその成長と共にデトロイトでの雇用機会を生みだし、ヨーロッパからの移民およびアメリカ合衆国の南部などから移住者を呼んだ。1920年にはデトロイト市が国内第4位の都市になっていた。住宅が不足し、人口増に対応するために長い年月を要した。1930年代、多くの移民が入ってきていたので、公立学校では30以上の言語が話され、少数民族の社会はその歴史遺産を祝う祭が毎年開催されるようになった。長い間に移民と移住者はデトロイトの多様な都市文化に貢献し、1960年代に多様な歌手やグループが主導したモータウン・サウンドなどポピュラー音楽の流れを作った。

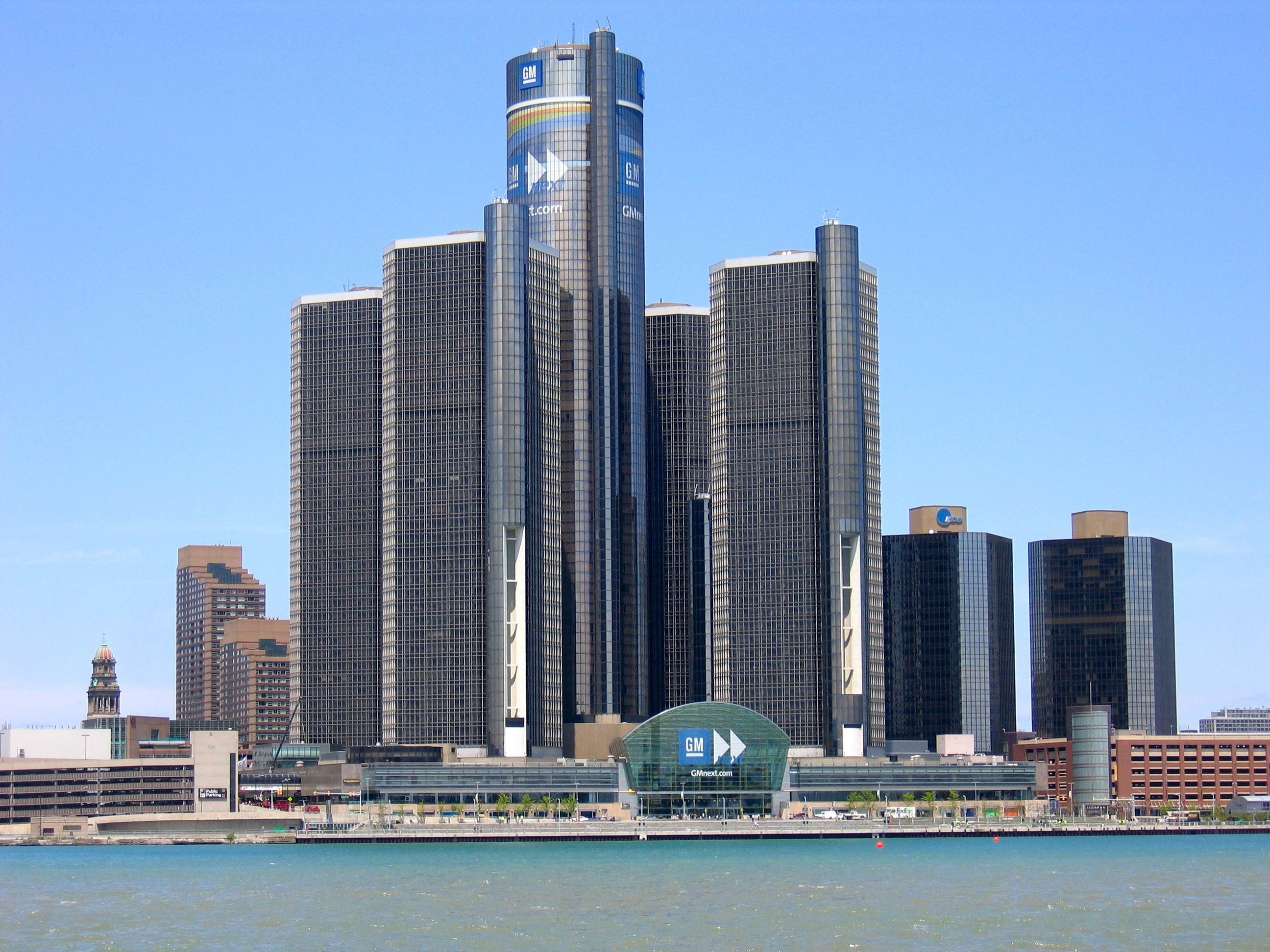
デトロイト中心街の高層ビル

州内第2の都市グランドラピッズも製造業の重要な中心である。1838年以降家具産業でも注目され、世界の主要家具製造会社5社の事務所がある。市内にはスチールケース、アムウェイ、マイアーなど大会社が入っている。またGEアビエーション・システムズのセンターもある。
1910年、ミシガン州は最初の大統領予備選挙を行った。工業の急速な発展と共に全米自動車労働組合の興隆など産業労働組合の重要な中心地になった。
1920年、デトロイトのラジオ放送局 WWJ が国内で初めて定時番組を流す放送局になった。この1920年代には国内でも最大級で華美な高層ビルが市内に建設された。特にフィッシャー・ビル、キャディラック・プレース、ガーディアン・ビルは国定歴史建造物に指定されている。
デトロイトは1950年に人口1,849,568人を数えた。第二次世界大戦後、市の中核部より外側の郊外地域に住宅が開発された。新しく建設された州間高速道路によって通勤が容易になった。自動車産業の近代の進歩は自動化、ハイテク産業を増加させ、1960年代以降の郊外部成長に拍車を掛けた。ホワイト・フライトも原因の一つだった。しかしその一方で、デトロイト市の人口は減少に転じるようになった。
ミシガン州は国内で自動車産業をリードしており、他にも中西部諸州、カナダのオンタリオ州、南部諸州に自動車産業がある。州の人口は1千万人以上となり、国内第10位の人口で影響力を持つ州となった。デトロイト市は五大湖メガロポリスの中央に位置し、シカゴ都市圏に次ぐ中西部第2位の大都市圏を形成している。

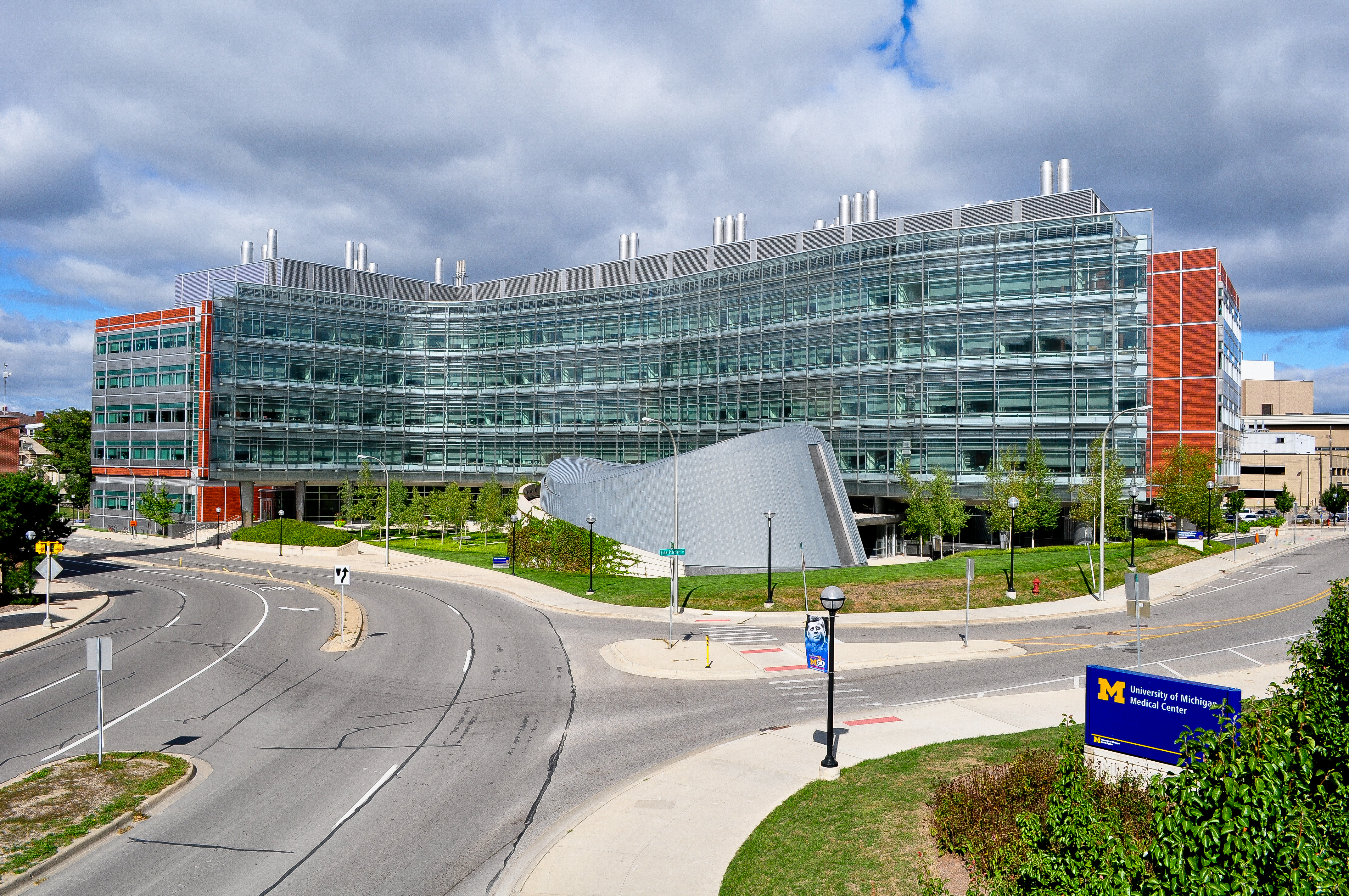
ミシガン大学医学校のバイオケミカル科学研究ビル、ミシガン生命科学コリダーの中心である

デトロイト大都市圏は州南東部にあり、州内最大の都市圏である（州人口の半分以上がフリントやアナーバーなども含めた広域都市圏に住んでいる）。また国内では第12位の広域都市圏である。州西部のグランドラピッズ都市圏は州内でも成長速度の高いものであり、2020年ではその広域都市圏の人口は140万人以上に達していた。2019年にデトロイト大都市圏には年間1,900万人以上の観光客が訪れている。州内には北部のグランドトラバース湾にあるトラバースシティなど人気のある観光地が多い。2017年に観光収入は年間247億ドルに上り、224,476人の雇用を支えている。2009年の170億ドル年間観光収入と193,000人の雇用を支えていると比べたら成長が達成した。
研究開発費では国内第3位ないし第4位になっている。主要な研究開発機関としては、ミシガン大学、ミシガン州立大学、ウェイン州立大学があり、これらは州経済の重要なパートナーであり、また州大学研究コリダーを支えている。公立大学は毎年15億ドルを超える研究開発費を得ている。農業の分野でも、ブルーベリー、サクランボ、リンゴ、ブドウ、モモなど果樹の栽培で指導的な役割を果たしている。

## 地理
| 参照： | ミシガン州の郡一覧 |  | en:Islands of Michigan |  | en:List of Michigan rivers |

ミシガン州は西経82度7分から西経90度25分の間に位置し、マキナック海峡によって隔てられた2つの半島（アッパー半島とロウアー半島）からなる。北緯45度線が州内を通り、ハイウェイやポーラー・イクエーター・トレイルにはその表示がある。45度線は、ロウアー半島ではトラバースシティ近くのミッションポイント灯台、ゲイロードとアルピーナの町、アッパー半島ではメノミニーの町を通っている。アッパー半島でウィスコンシン川を経由してミシシッピ川に水が流れる地域があり、またロウアー半島ではカンカキー川とイリノイ川を介してやはりミシシッピ川に注ぐ小さな地域があるが、この2か所を例外として、州内の水は五大湖に流れ込み、セントローレンス川に至る。この様に州内の水の大半が五大湖セントローレンス水路に流れているのはミシガン州のみである。

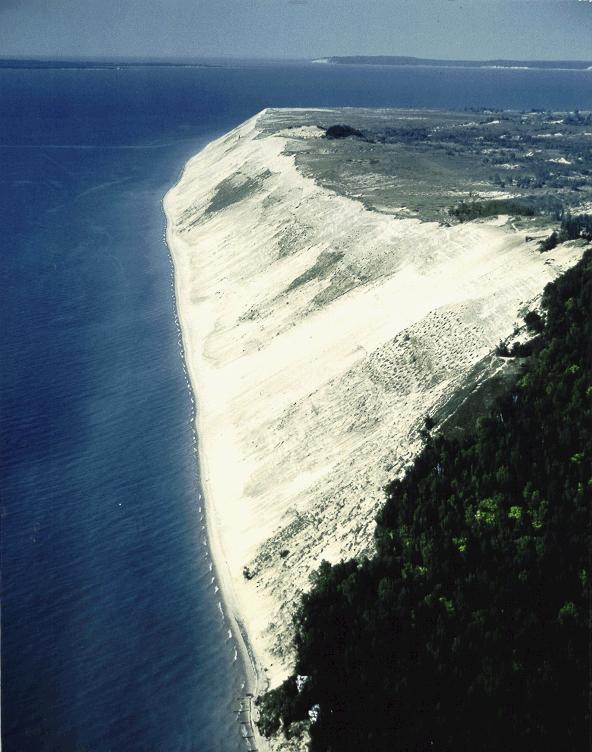
スリーピングベア砂丘

ミシガン州の総面積（湖水などの水域を含む）は250,493km2で、ミシシッピ川より東の州の中では最大、全米でも第11位である。しかし、水域が総面積の4割以上を占め、陸地面積は147,122km2で、全米で第22位にとどまる。
ミシガン州は南部でインディアナ州とオハイオ州、およびアッパー半島の南西部でウィスコンシン州（メノミニー川とモントリオール川）と陸地で接している。また、ミネソタ州、イリノイ州、カナダオンタリオ州、およびカナダのen:Walpole Islandのファースト・ネーション（インディアン）自治区とも接しているが、五大湖内の湖上の境界で接しているに過ぎない。
五大湖は東からエリー湖、ヒューロン湖、ミシガン湖、スペリオル湖が接している。周囲を湖に囲まれているため150か所の灯台は全米最多である。最初の灯台は1818年から1822年の間に建設された。海岸線（湖岸線）の全長は3,288マイル (5,292 km) あり、全米50州の中で2番目に長い。島の湖岸線だけで1,056マイル(1,699 km) ある。清水の湖岸線では世界のどの州・県よりも長い。内陸部に位置しながらアメリカ沿岸警備隊が設置されているのも、その地理的特徴をよく表している。

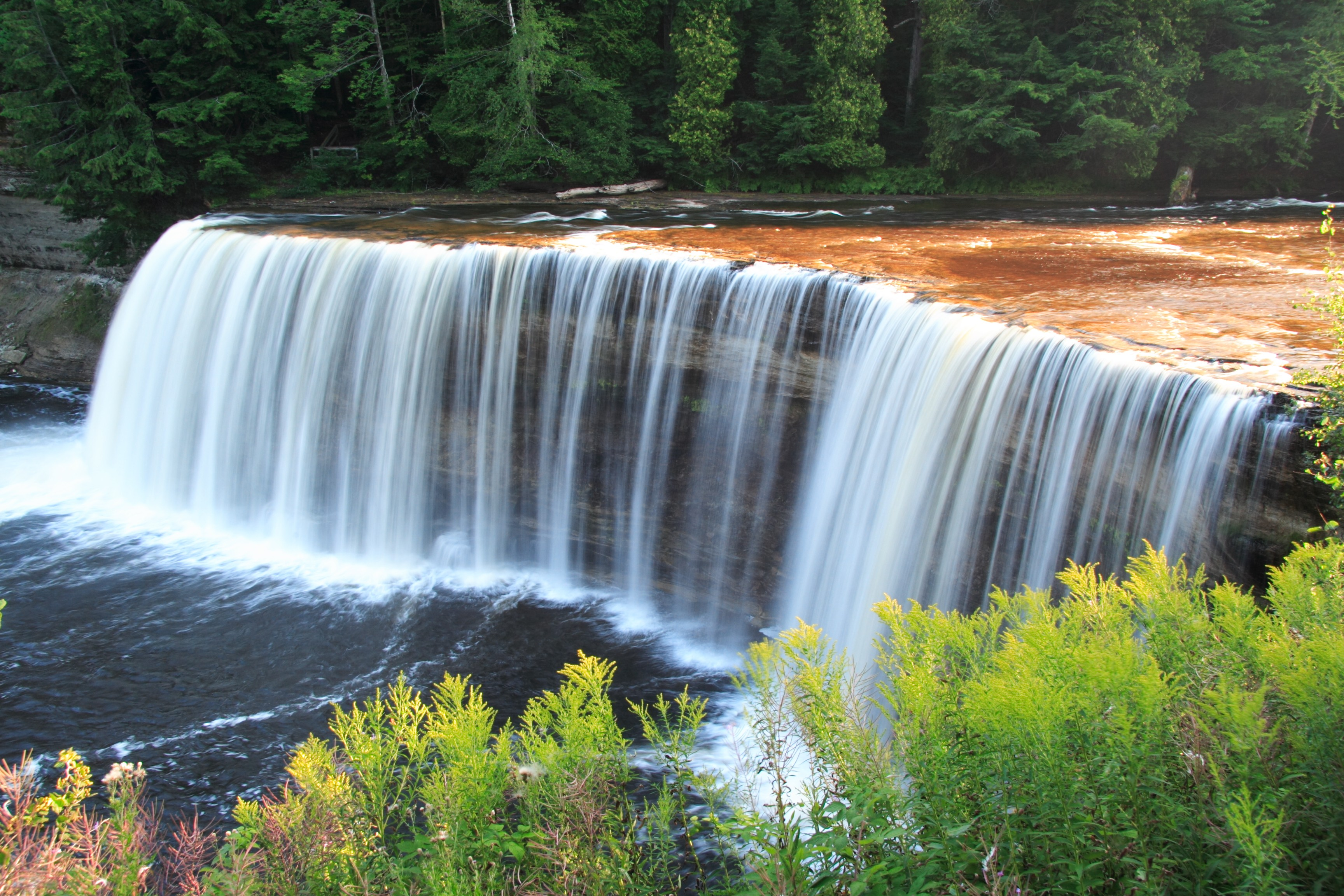
アッパー半島のターカメノン滝

森林の深いアッパー半島は西部で比較的山が多い。世界最古の山脈の1つに属するポーキュパイン山地が、標高2,000フィート (610 m) 近くにまで盛り上がっており、スペリオル湖とミシガン湖に注ぐ水流を作っている。この山地の両側は岩がちである。州内最高地点はアッパー半島マーケット市の北西、ヒューロン山地にある1,979 フィート (603 m) のアーヴォン山である。アッパー半島はコネチカット州、デラウェア州、マサチューセッツ州およびロードアイランド州を合わせた広さがあるが、人口は33万人足らずである。住民は「ユーピーア」と呼ばれることがある（アッパー半島は頭文字で「UP」と呼ばれることが多い）。その使用する「ユーピーア方言」は19世紀後半の木材や鉱業ブームの間に地域に入ってきた多くのスカンディナヴィア系やカナダ人移民に強く影響されてきた。

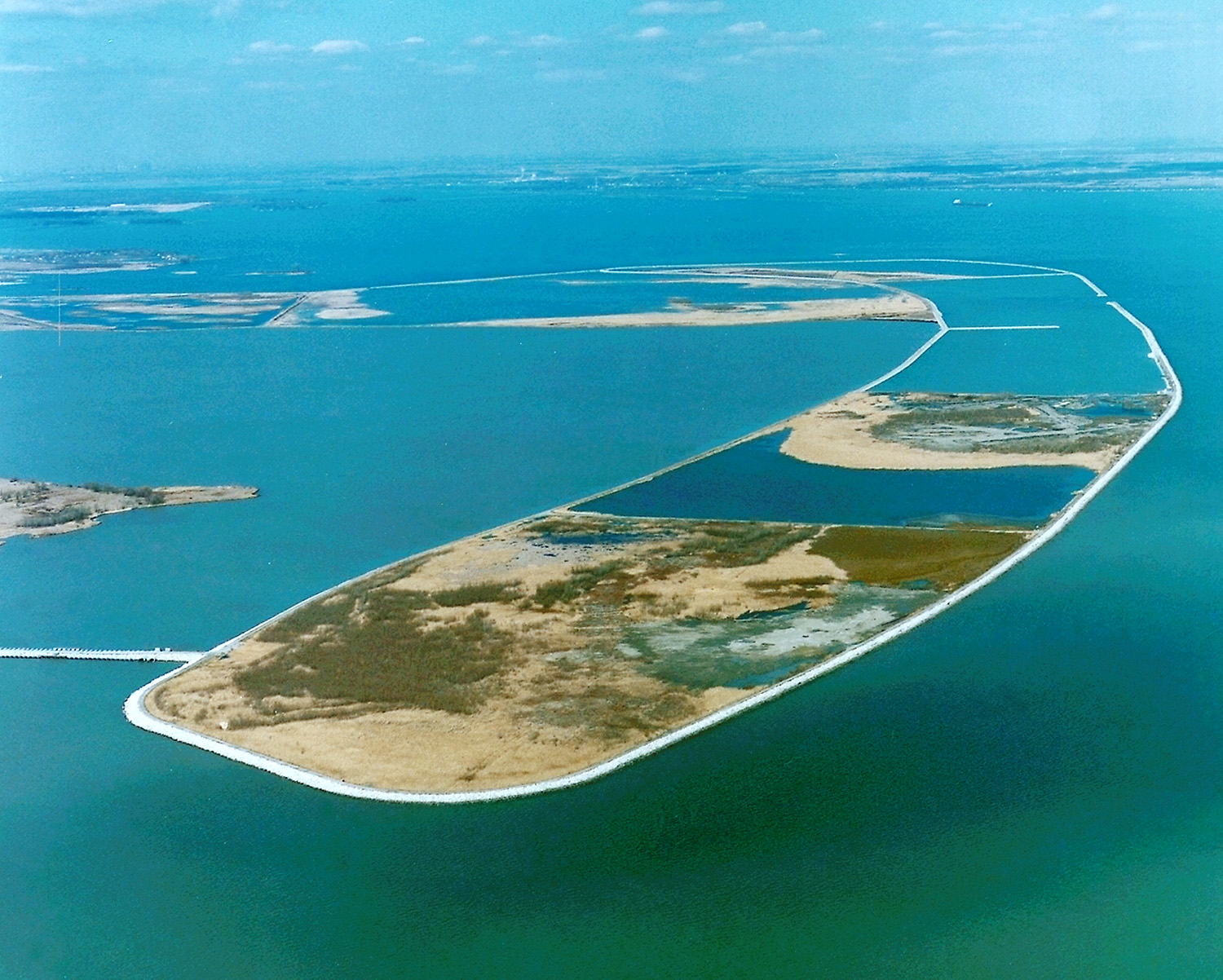
ポイント・ムイリー州立狩猟地域

ロウアー半島はミトンのような形状をしており、住民にどこから来たかを問うと片手を挙げて表す者が多い。南北の長さは277マイル (446 km)、東西の幅は195マイル (314 km) あり、州地区地面積の3分の2近くに相当している。地表は概して平坦であり、所々円錐状の丘や氷河によるモレーンがあるが標高は数百フィート程度である。北から南に走る低い分水界で2つに分けられる。その西側が大きく、なだらかにミシガン湖に向かう斜面になっている。ロウアー半島内の最高地点は明確に確定していないが、標高1,705 フィート (520 m)であるブライアーヒルか、キャディラック市に近い幾つかの地点のどこかである。なお、最も標高が低いのはエリー湖畔で、その標高は571フィート (174 m) である。
アッパー半島西部のアイアンウッド市から、州南東部のランバートビル市まで高速道路の路程で630マイル (1,015 km) と長距離である。政治の中心で人口の多いロウアー半島とは隔絶しているアッパー半島は文化的、また経済的に独自のものを持っている。アッパー半島の住人はミシガン州からの分離を要求したこともあり、「スペリオル州」と呼ぶ新州を設立したこともあった。
ロウアー半島のミトンの形で親指にあたる半島がザ・サムと呼ばれ、ヒューロン湖とサギノー湾に突き出している。その地形はほとんど平坦で、幾らかうねりのある丘陵がある。もう1つの半島はキーウィーノー半島であり、銅生産地域である。北部にはリーラノー半島がある。

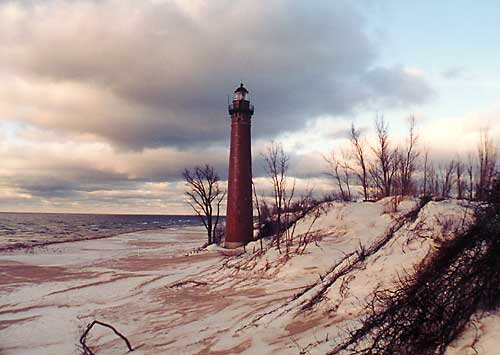
リトルセイブルポイント灯台、ペントウォーターの南にある

2つの半島どちらにも多くの湖沼があり、また湖岸には多くの凹凸がある。アッパー半島にはキーウィーノー湾、ホワイトフィッシュ湾、ビッグベイズ・ド・ノックとリトルベイズ・ド・ノックがある。ロウアー半島にはグランドトラバースとリトルトラバース、サンダー湾、サギノー湾がある。

水上領域を含むミシガン州図

州内には大きな島も多い。主なものとしては、ミシガン湖のノースマニトー島、サウスマニトー島、ビーバー島、フォックス群島、スペリオル湖のアイル・ロイヤルとグランド・アイル、ヒューロン湖のマーケット島、ボワブラン島、マキノー島、セントマリー川のニービッシュ島、シュガー島、ドラモンド島がある。
州内の河川は概して小さく、短く、浅いので船が航行できるものは少ない。主要な河川としては、五大湖を連絡させるデトロイト川、セントメアリーズ川、セントクレア川、ヒューロン湖に注ぐオセイブル川、シボイガン川、サギノー川、スペリオル湖に注ぐオントナゴン川とターカメノン川、ミシガン湖に注ぐセントジョセフ川、カラマズー川、グランド川、マスキーゴン川、マニスティ川、エスカナバ川がある。内陸の湖は11,037あり、その総面積は1,305平方マイル (3,380 km2) である。五大湖の領有面積は38,575平方マイル (99,910 km2) ある。ミシガン州の如何なる地点も内陸湖から6マイル (10 km) と離れて居らず、また五大湖のどれか1つからは85マイル (137 km) 以内にある。
特に、ミシガン湖岸は白い砂浜と砂丘が続き、これらの砂浜・砂丘の多くがスリーピングベア砂丘国立湖岸をはじめ、多くの州立公園、市立公園に指定され、夏場の避暑地として自然派の観光客で賑わう。
アメリカ合衆国国立公園局などが管理する地域としては、スペリオル湖のアイル・ロイヤル国立公園、キーウィーノー国立歴史公園、ピクチャードロック国立湖岸、スリーピングベア砂丘国立湖岸、およびマルケット神父国定公園など複数の国立公園・地域が設置されている。また、ノースカントリー国立景観トレイルの最大の部分がミシガン州を通り抜けている。国有林としてはヒューロン、マニスティ、ハイアワサ、オタワの各国立の森がある。
州が管理する78の州立公園、19の州立余暇地域、6の州有林があり、全米最大の州立公園と州有林の体系を持っている。これにはホランド州立公園、マキナック島州立公園、オセイブル州有林、マッキノー州有林が含まれている。
参照：en:Protected areas of Michigan、en:List of Michigan state parks

### 気候
ミシガン州は大陸性気候にあるが、はっきり特徴のある2地域に分かれている。ロウアー半島の南部と中部（サギノー湾より南でグランドラピッズ市地域から南方）は暑い夏と寒い冬が特徴の暖かい気候（ケッペンの気候区分Dfa）である。ロウアー半島北部とアッパー半島全体は、暖かいが短い夏と、長く非常に寒くなることがある冬が特徴のより厳しい気候（ケッペンの気候区分Dfb）である。ある部分では12月から2月、さらに最北部では3月に入っても、日間最高平均気温が氷点下になる。冬の2月半ばまで、しばしば湖水効果による大雪に見舞われる。年間平均降水量は30インチから40インチ (760–1,000 mm) だが、ロウアー半島北部とアッパー半島の特定地域では160インチ (400 cm) に達する降雪がある。過去最高気温は1936年7月13日にマイオ市で記録された112°F (44 ℃) であり、過去最低気温は1934年2月9日にバンダービルト市で記録された-51°F (-46 ℃) である。
年間を通じて雷雨があるのは平均30日である。特に南部では激しいものとなる。竜巻の発生数は年間17個であり、最南部では頻繁にある。南部州境近くの地域は竜巻道に属しており竜巻の被害を受けてきた。このために南部の多くの町は住民に竜巻の接近を知らせるサイレンを備えている。北のアッパー半島では、竜巻の発生は希である。

### 地質
ミシガン州の地質は大変変化に富んでいる。アッパー半島全体の地表には巨岩が見られ、ロウアー半島全体は二次的な堆積物に覆われている。アッパー半島にはシルル紀後期の砂岩、石灰岩、銅や鉄を含む岩石が見られ、カナダのヒューロン地層に相当する。ロウアー半島中部は石炭が埋蔵され、ペルム紀から石炭紀の岩石がある。州全体にデボン紀や亜石炭紀の堆積物が散らばっている。

## 人口動勢

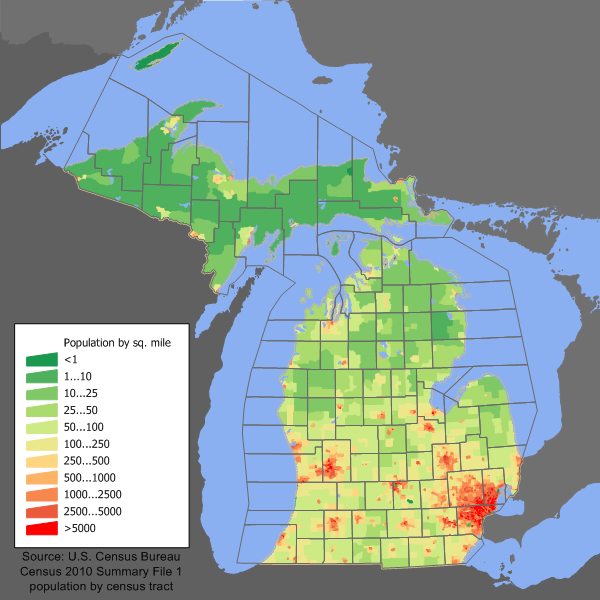
ミシガン州の人口密度図

各郡の先祖民族別最大集団を示す図（2008年）

2020年国勢調査時点でのミシガン州の人口は10,077,331人で、2010年国勢調査時点（9,883,640人）より1.96%の増加となった。
ミシガン州の人口重心はシアワシー郡ベニントン郡区の南東隅、モリス村の北西にある。
2010年国勢調査についてアメリカン・コミュニティ・サーベイに拠れば、ミシガン州には592,212人、州人口の6.0%の外国生まれの者が暮らしている。50州の中でもオランダ、フィンランド、マケドニア出身者の人口が最大になっている。

### 人種および祖先
2010年の国勢調査によると、この州の人種的な構成は次の通りだった。
- 78.9% 白人（非ヒスパニックは76.6%）
- 14.2% 黒人
- 2.4% アジア人
- 0.6% インディアン
- 1.5% その他
- 2.3% 混血
- 4.4% 人種に拠らずヒスパニック

2010年に州内で申告された祖先による構成比は以下の通りだった。
- ドイツ系 (22.3%)
- アイルランド系 (11.9%)
- イギリス系 (10.1%)
- ポーランド系 (9.0%)
- フランス系またはフランス系カナダ人 (6.7%)
- オランダ系 (5.1%)
- イタリア系 (4.7%)
- アメリカ人 (4.6%)
- スコットランド系 (2.4%)
- スウェーデン系 (1.7%)

ミシガン州民の大半は白人である。ヨーロッパ人の子孫であるアメリカ人が州内至る所とデトロイト大都市圏に住んでいる。スカンジナビア系、特にフィンランド系アメリカ人はアッパー半島に多い。州西部の特にグランドラピッズ周辺にはオランダ系アメリカ人が多い。
約30万人が中東にその起源を辿ることができる。ディアボーン市にはかなりのアラブ人社会があり、1920年代に自動車産業の職を求めて移民してきたアッシリア、カルデア、シリアやレバノン人の子孫がおり、最近ではイエメンやイラク人もいる。20世紀初期のアフリカ系アメリカ人大移動の時代にデトロイトなど北部の大都市に移ったアフリカ系アメリカ人がデトロイト市やフリント、ベントンハーバーなど各市で多数派となっている。

### 宗教
2007年時点でミシガン州民の宗教別人口構成は以下の通りである。
- キリスト教 – 79%
  - プロテスタント – 53%
    - 福音派 – 26%
    - メインライン – 19%
    - ブラック – 8%

  - ローマ・カトリック – 23%
  - 他のキリスト教 – 1%
- イスラム教 – 1%
- ユダヤ教 – 1%
- 仏教 – 1%
- 他の宗教 – 1%
- 無宗教 – 17%

ミシガン州は他のアメリカ合衆国の州よりイスラム教（デトロイト地域内）の比率が高く改革派教会（グランドラピッズおよび州の西部） の比率が高くなっている。

### インディアン部族

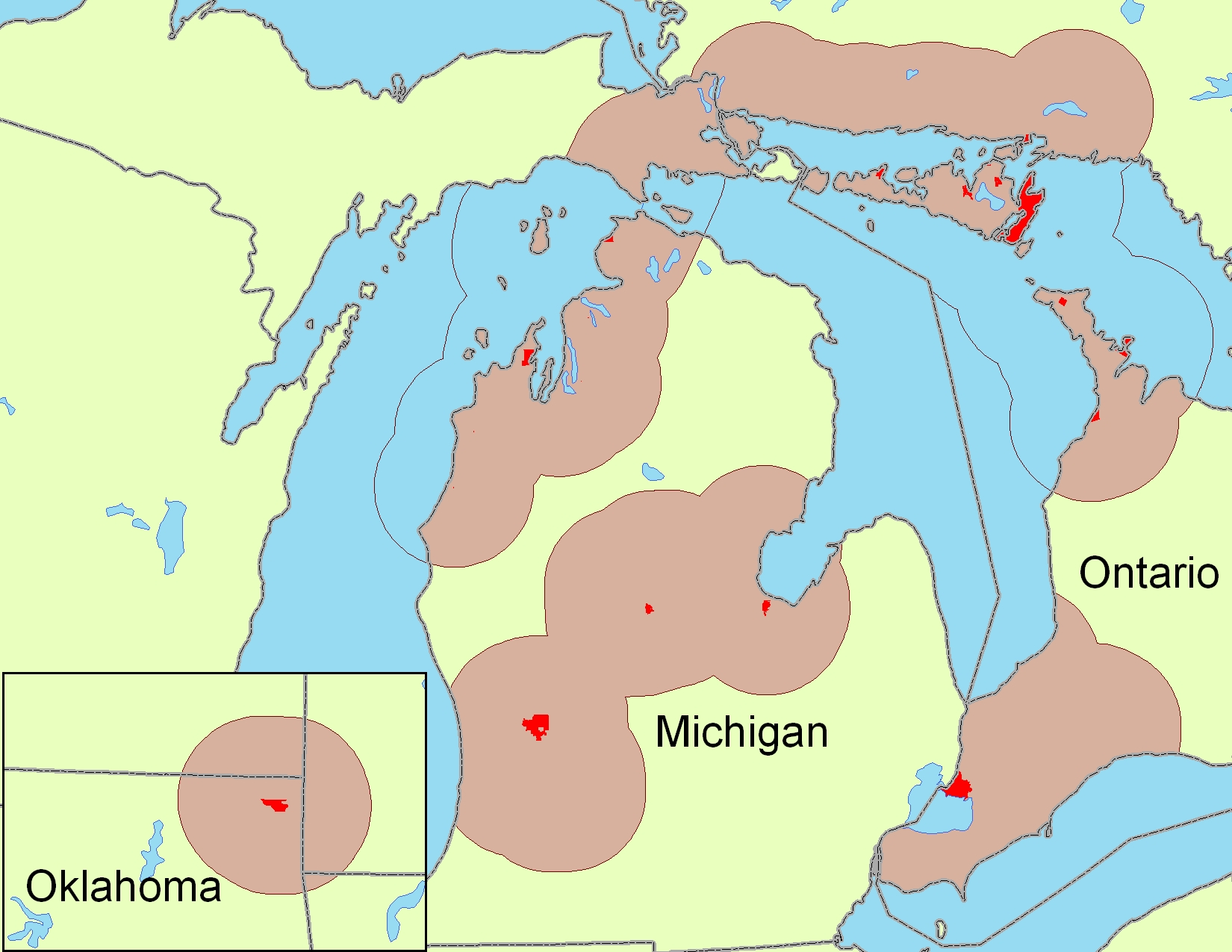
オタワ族のかつての勢力図と、現在の保留地（赤い部分）

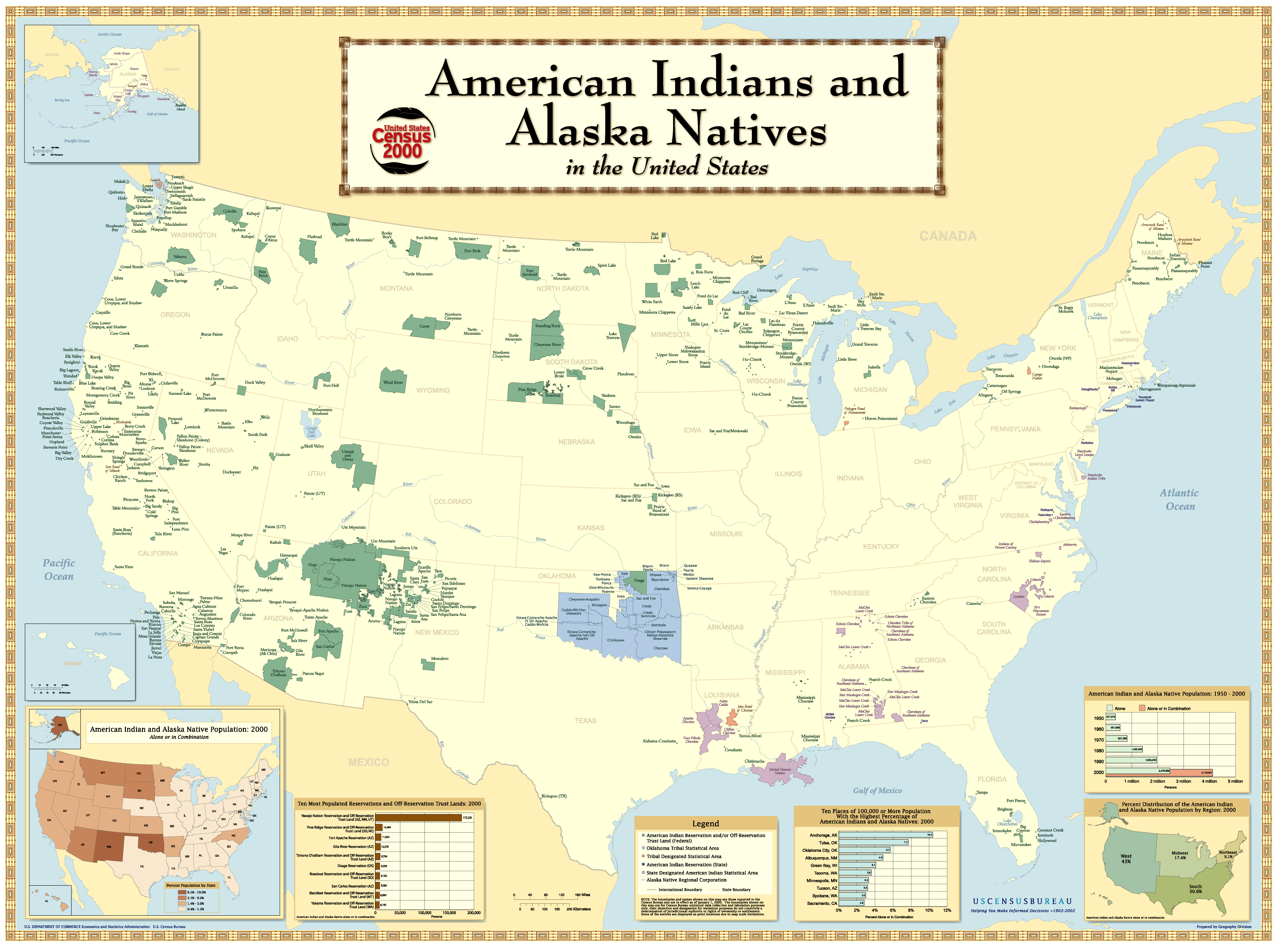
ミシガン州のインディアン保留地（2回クリックで拡大表示）

この地には、古くからチッペワ族（オジブワ族）、フォックス族（メスクワキ族）、ワイアンドット族（ヒューロン族）、キカプー族、メノミニー族、マイアミ族、ニュートラル族、ノーケット族、オタワ族、ポタワトミ族、ソーク族（アサキワキ族）などのインディアン部族がウィグワムの集落を形成し、農耕・採集生活を営んできた。
北東部でイギリス人、フランス人、入植政府の争いが激化すると、多数のインディアン部族がミシガン地方に追いやられきてインディアン間でも争いが拡がった。さらにアンドリュー・ジャクソン大統領が1830年に民族浄化の施策として「インディアン移住法」を制定すると、同法の規定によって、多くの部族が他州の保留地に強制移住させられていった。
2007年11月、サギノー・チッペワ族は、1990年に制定された「アメリカインディアンの墓地の保護と遺骨の返還法(NAGPRA)」に基づき、ミシガン大学人類学博物館が1930年代と1960年代に彼らの伝統墓地から収奪した405人分の先祖の骨の返還要求を行った。同法は連邦所属の博物館や団体に、インディアンの葬具品や遺骨などを、どの部族のものか特定して返還する義務を負わせている。これに対しミシガン大学は、それらがチッペワ族のものではなく、応じられないとした。2009年10月15日、フリント市の調査委員会は、同大学人類学博物館に、800〜3000年前のインディアンの遺骨1400人分が収集されていると公表し、倫理的疑問に言及した。同大学内では、学生からも大学の対応に批判が高まっている。
この州でアメリカ連邦から承認され保留地(Reservation)を持つインディアン部族は、チッペワ族、ポタワトミ族、オタワ族、ワイアンドット族（ヒューロン族）、ポタワトミ族である。この他に、これらの部族の支族でアメリカ政府が認定していないものがあるが、「絶滅部族」としてこの州には存在していないことになっており、保留地も没収されている。
| ≪アメリカ連邦政府が公認しているインディアン部族と団体≫ - 「チッペワ族（オジブワ族）」 - 「ミルズ湾行政会議」 - 「セント・マリー川チッペワ部族会議」※1975年に再認定 - 「グランド・トラバース湾部族会議」※1980年に再認定 - 「ケウェーナウ湾部族会議」 - 「スペリオール湖チッペワ・インディアン・ラカビューデザート・バンド」 - 「サギノー湾チッペワ部族会議」 - 「ポタワトミ族」 - 「ポタワトミ族・ハンナーヴィル・インディアン交流会議」 - 「ポカゴン・バンド」※1994年に再認定 - 「ヒューロン・ポタワトミ族・ノッタワセッピ・バンド」※1995年に再認定 - 「オタワ族」 - 「リトル・トラバース湾バンド」 - 「リトルリバー・バンド」 - 「グランド・トラバース湾オッタワ&チッペワ・インディアン・バンド」 | ≪アメリカ連邦政府に公認要求中のインディアン部族・団体≫ - 「チッペワ（オジブワ）族」 - 「マコンセ村バンド」 - 「スペリオール湖チッペワ・インディアン・マルケッテ・バンド」 - 「スワンクリーク・バンド」 - 「ブラックリバー・バンド」」 - 「オッタワ&チッペワ族」 - 「オッタワ＆チッペワ族・バート湖バンド」 - 「チッペワ＆オッタワ族・マッキナク・バンド」 - 「オッタワ族」 - 「オッタワ族・メイプルリバー・バンド」 - 「オッタワ族・マスケゴンリバー・バンド」 - 「オッタワ・インディアン・グランドリバー・バンド」 - 「オッタワ・インディアン・オッタワ・コロニー・バンド」 - 「ポタワトミ族」 - 「ポタワトミ族・インディアナ&ミシガン」 - 「ポタワトミ族・ガンレイク村バンド」 - 「ミシガン総合インディアン・リトル・オウル・バンド」 - 「オジブワ＆マッキナク族・バーウェティグ連合」 - 「ジェネシー谷インディアン協会」 - 「オーラグナック・インディアン国家」 - 「南東チェロキー族」 - 「アンダードン・ワイアンドット族」 |

### インディアン・カジノ
≪ミシガン州のインディアン・カジノと経営部族≫
| - 「チッペワ（オジブワ）族」 - 「セント・マリー急流のバンド」 - 「ケワジン・カジノ・クリスマス」 - 「ケワジン・カジノ・急流のセント・マリー」 - 「ケワジン・カジノ・ヘッセル」 - 「ケワジン・カジノ・セント・イグナス」 - 「ケワジン・カジノ・マニスティーク」 - 「グリークタウン・カジノ」 - 「ケウェーナウ湾部族会議」 - 「オジブワ・カジノ・バラガ」 - 「「オジブワ・カジノ・マルケッテ」 | - - 「ミルズ湾行政会議」 - 「ミルズ湾リゾート&カジノ」 - 「王様の倶楽部のカジノ」 - 「サギノー湾バンド」 - 「サギノー・チッペワ・ビンゴ」 - 「滑空する鷲のカジノ&リゾート」（サギノー湾バンド） - 「サギノー・チッペワ族」 - 「サガニング・鷲の舞い降りるカジノ」 - 「モーターシティー・カジノ・ホテル」（サギノー・チッペワ族が買収） - 「シーザーのウィンザー」（サギノー・チッペワ族が買収） - 「ラカビュー・デザート・カジノ」（ラカビュー・デザート・バンド） - 「MGMグランド・デトロイト」（ラカビュー・デザート・バンドが買収） | - 「ポタワトミ族」 - 「銃の湖のカジノ」（マッチェベナッシュシェウィシュ・バンド） - 「四方向の風のカジノ・リゾート」（ポカゴン・バンド） - 「火の守り人のカジノ」（ヒューロン・ポタワトミ族・ノッタワセッピ・バンド） - 「島のリゾート&カジノ」（ハンナーヴィル・ポタワトミ・インディアン共同体） - 「オタワ族」 - 「オダワ・カジノ・リゾート」（リトル・トラバース湾バンド） - 「小さな川のカジノ・リゾート」 - 「オッタワ&チッペワ族」 - 「亀の渓流のカジノ&リゾート」（グランド・トラバース湾部族会議） - 「リーナナウ・砂のカジノ」（グランド・トラバース湾部族会議） |

### 主要都市

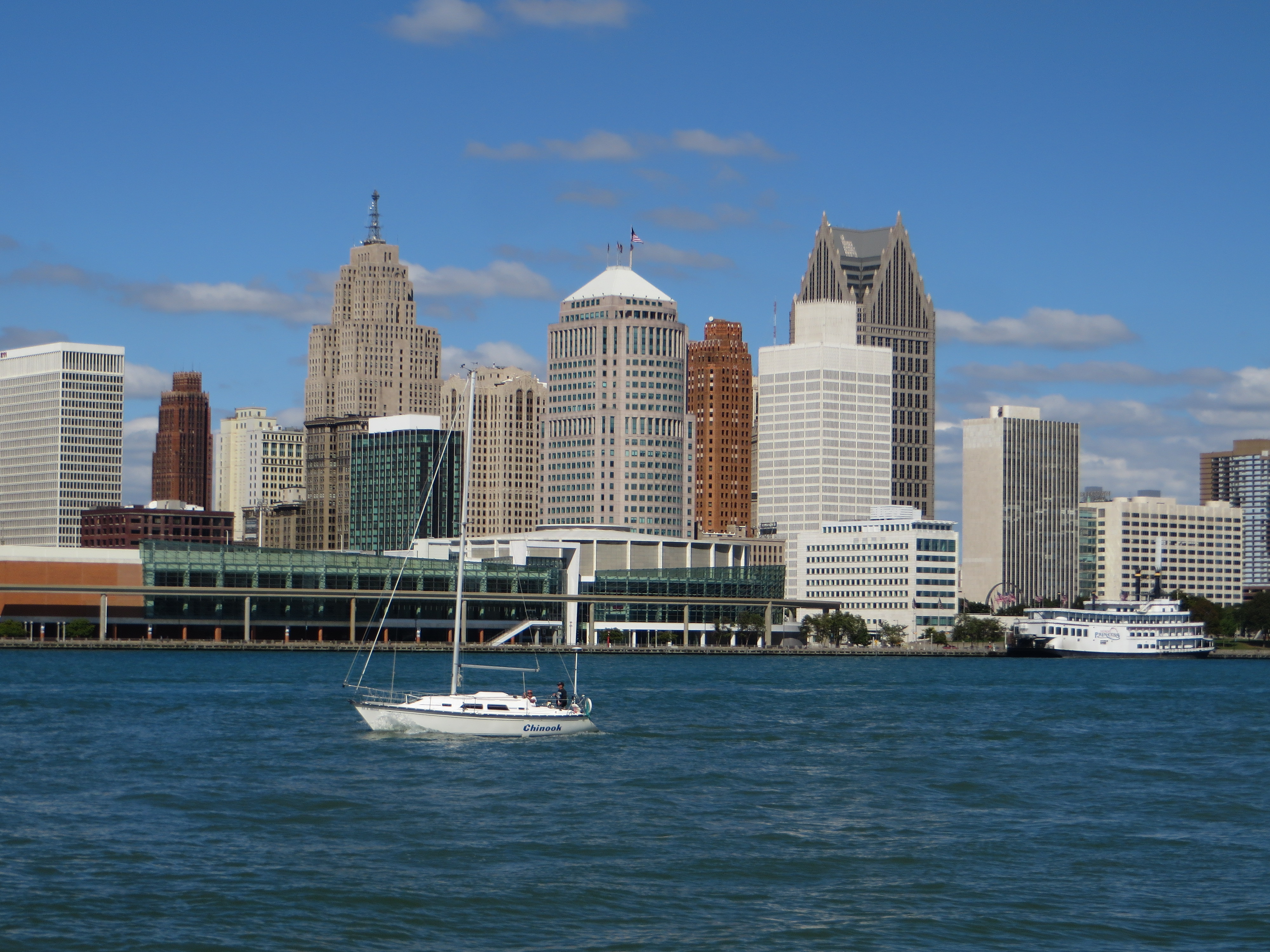
デトロイト川から見渡したデトロイトのダウンタウン

関連項目：en:List of cities, villages, and townships in Michigan
ミシガン州内の市域人口上位10都市（2020年国勢調査）：
| 順位 | 都市               | 人口      |
| ---- | ------------------ | --------- |
| 1    | デトロイト         | 639,111人 |
| 2    | グランドラピッズ   | 198,917人 |
| 3    | ウォーレン         | 139,387人 |
| 4    | スターリングハイツ | 134,346人 |
| 5    | アナーバー         | 123,851人 |
| 6    | ランシング         | 112,644人 |
| 7    | ディアボーン       | 109,976人 |
| 8    | クリントン         | 100,513人 |
| 9    | カントン           | 98,659人  |
| 10   | リボニア           | 95,535人  |

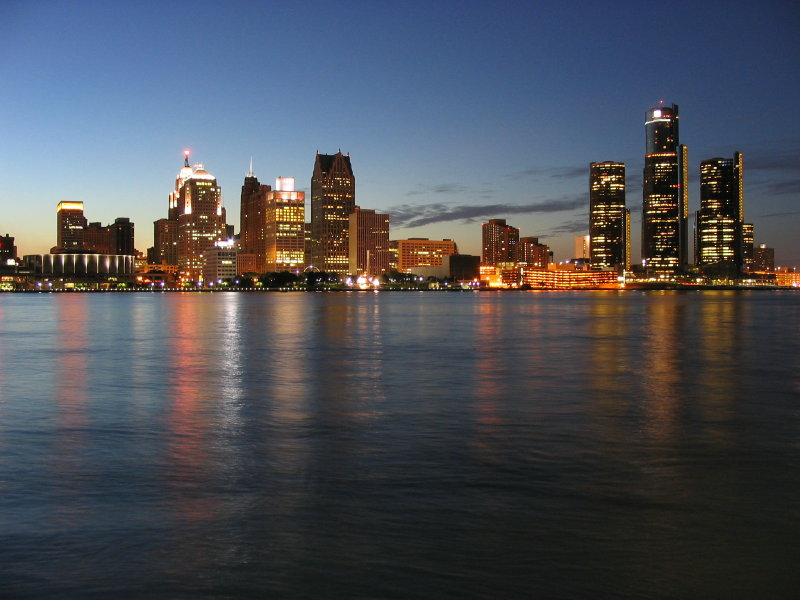
1.デトロイト
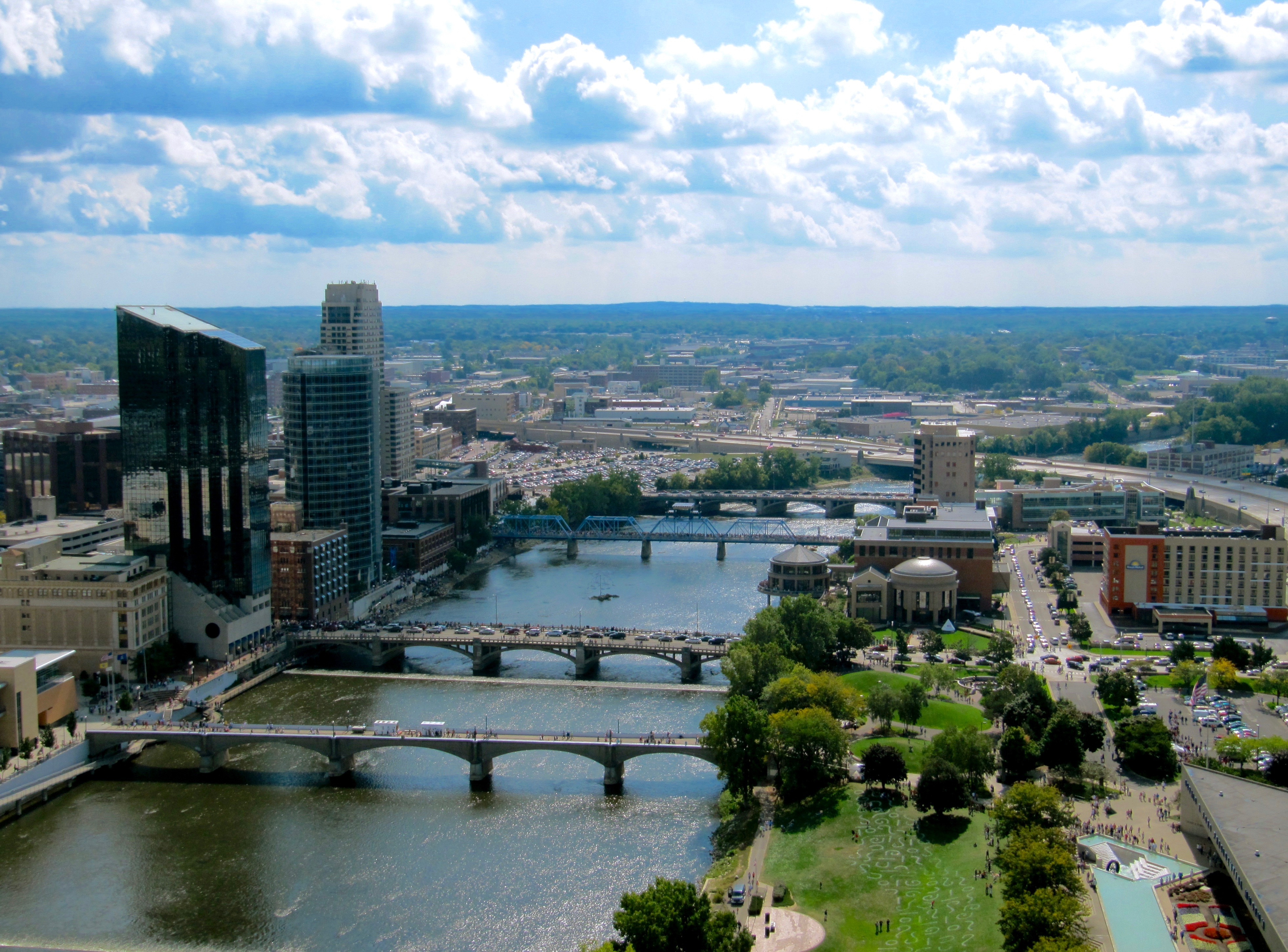
2.グランドラピッズ
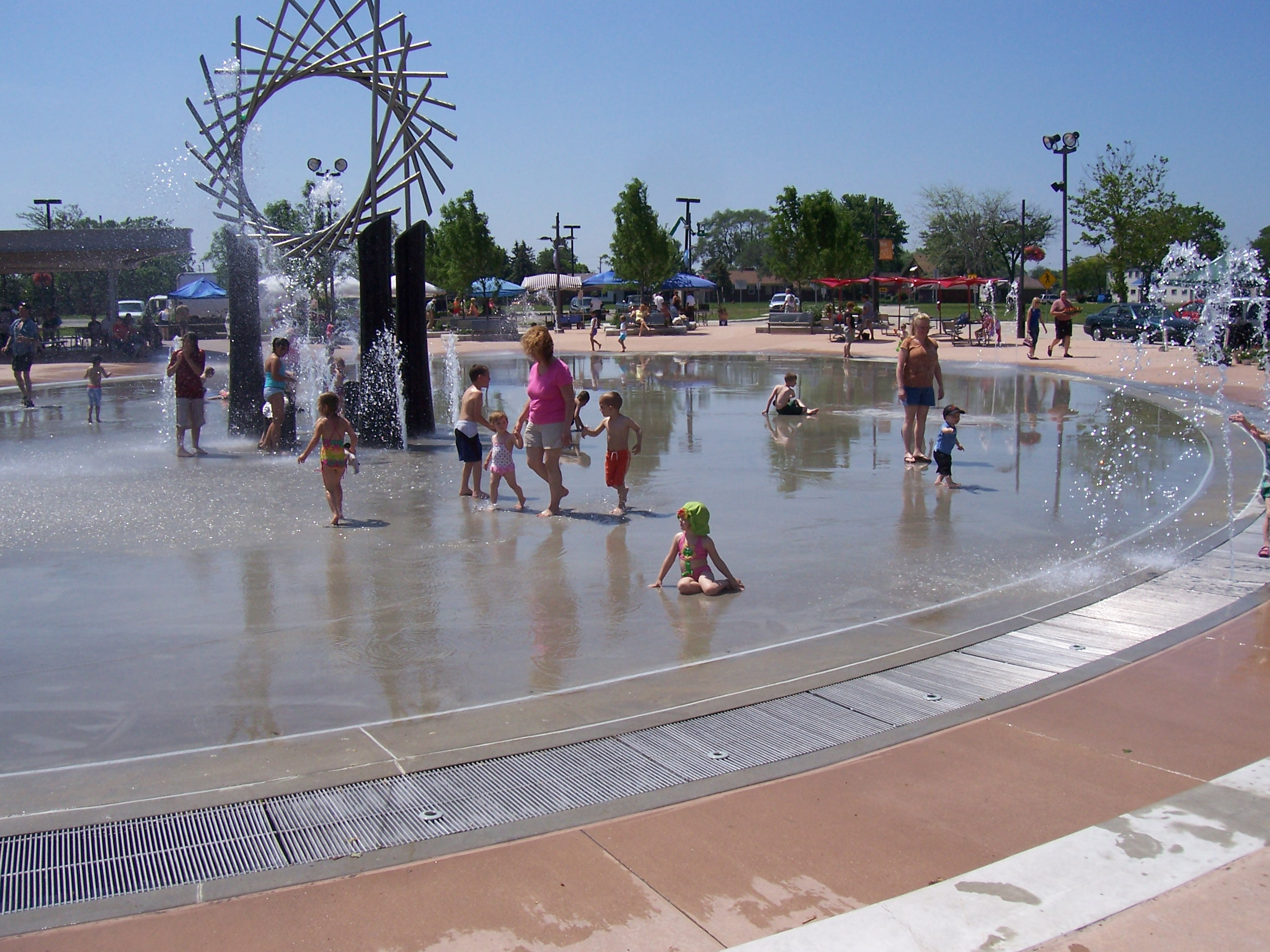
3.ウォーレン
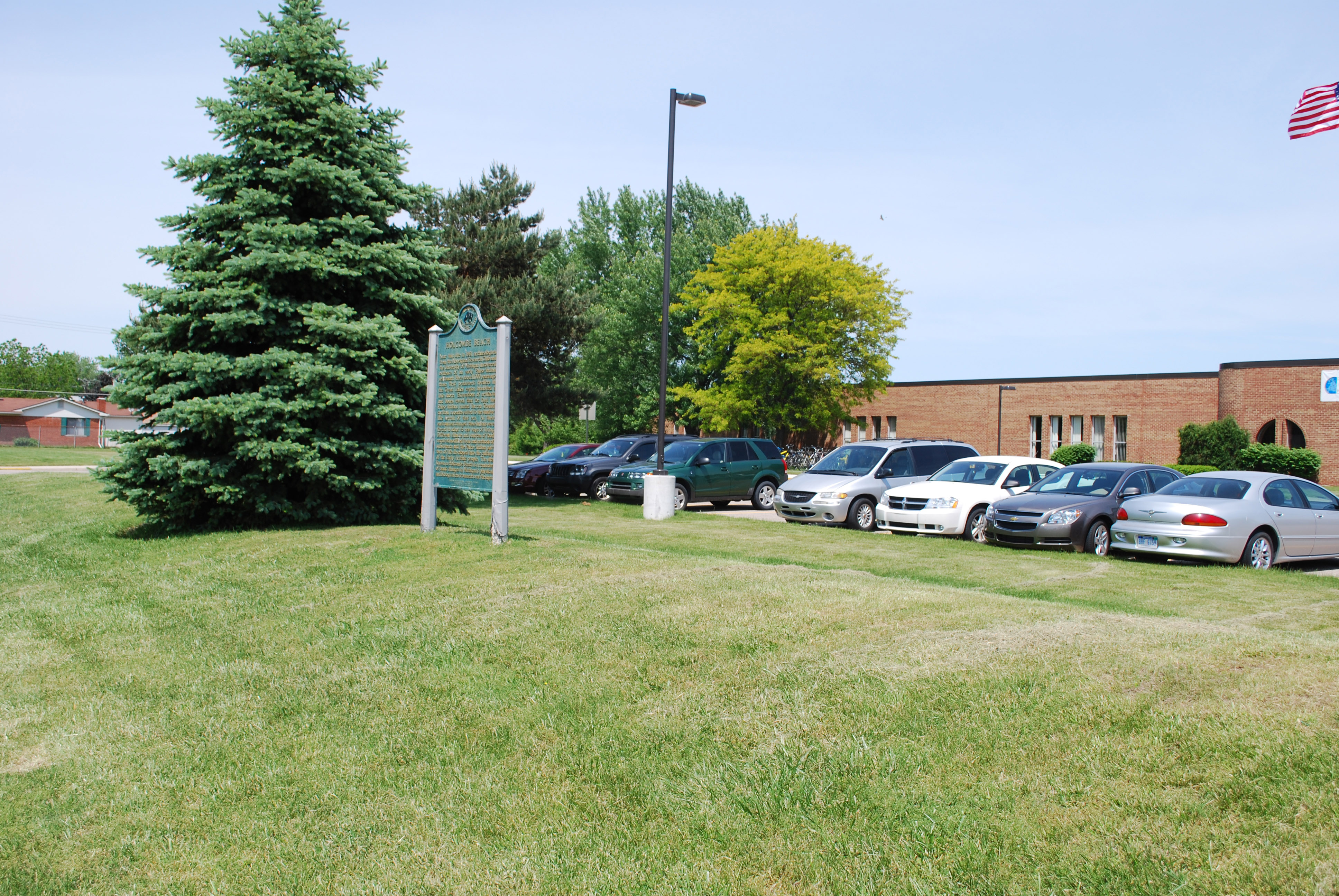
4.スターリングハイツ
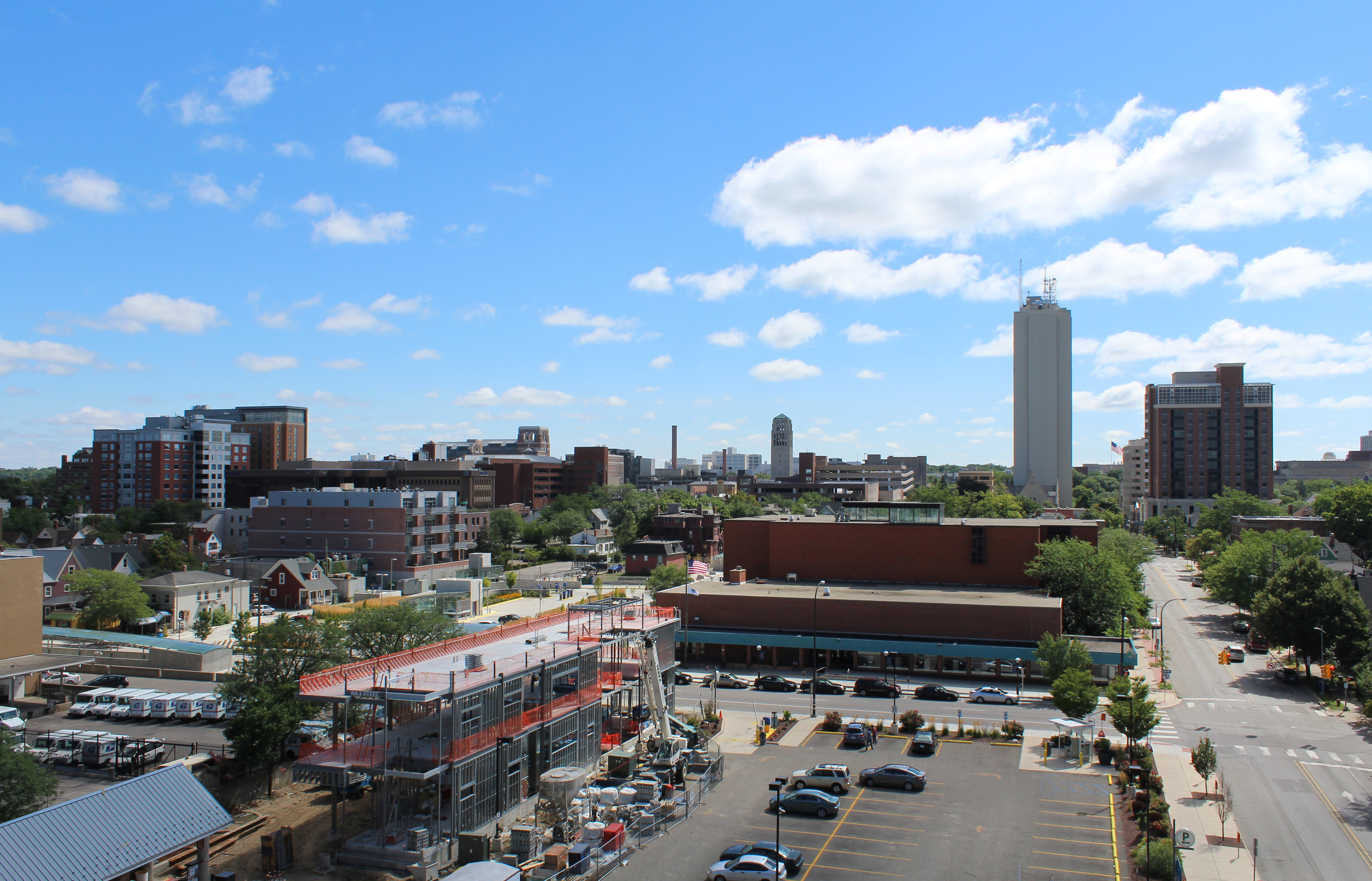
5.アナーバー
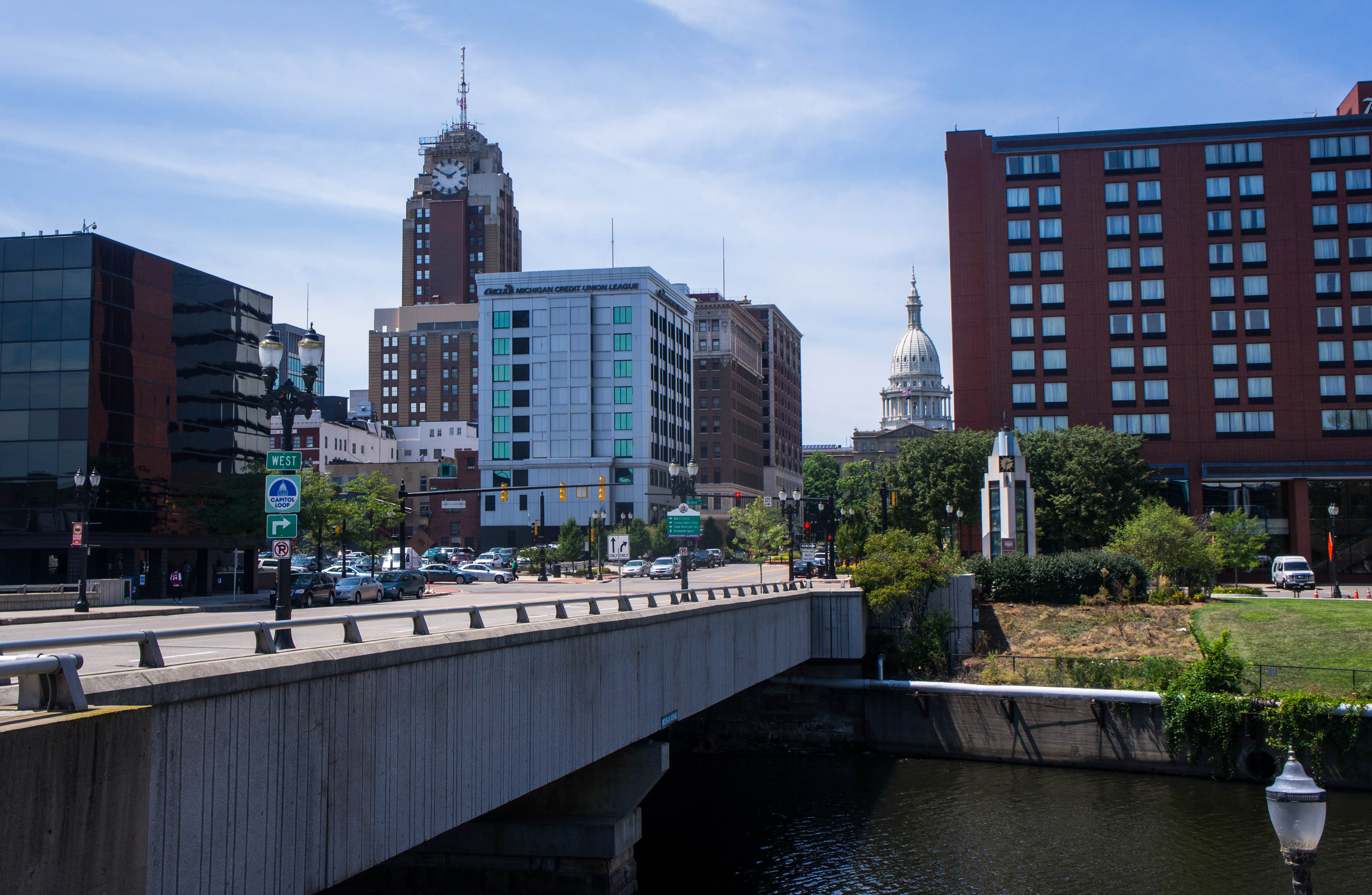
6.ランシング
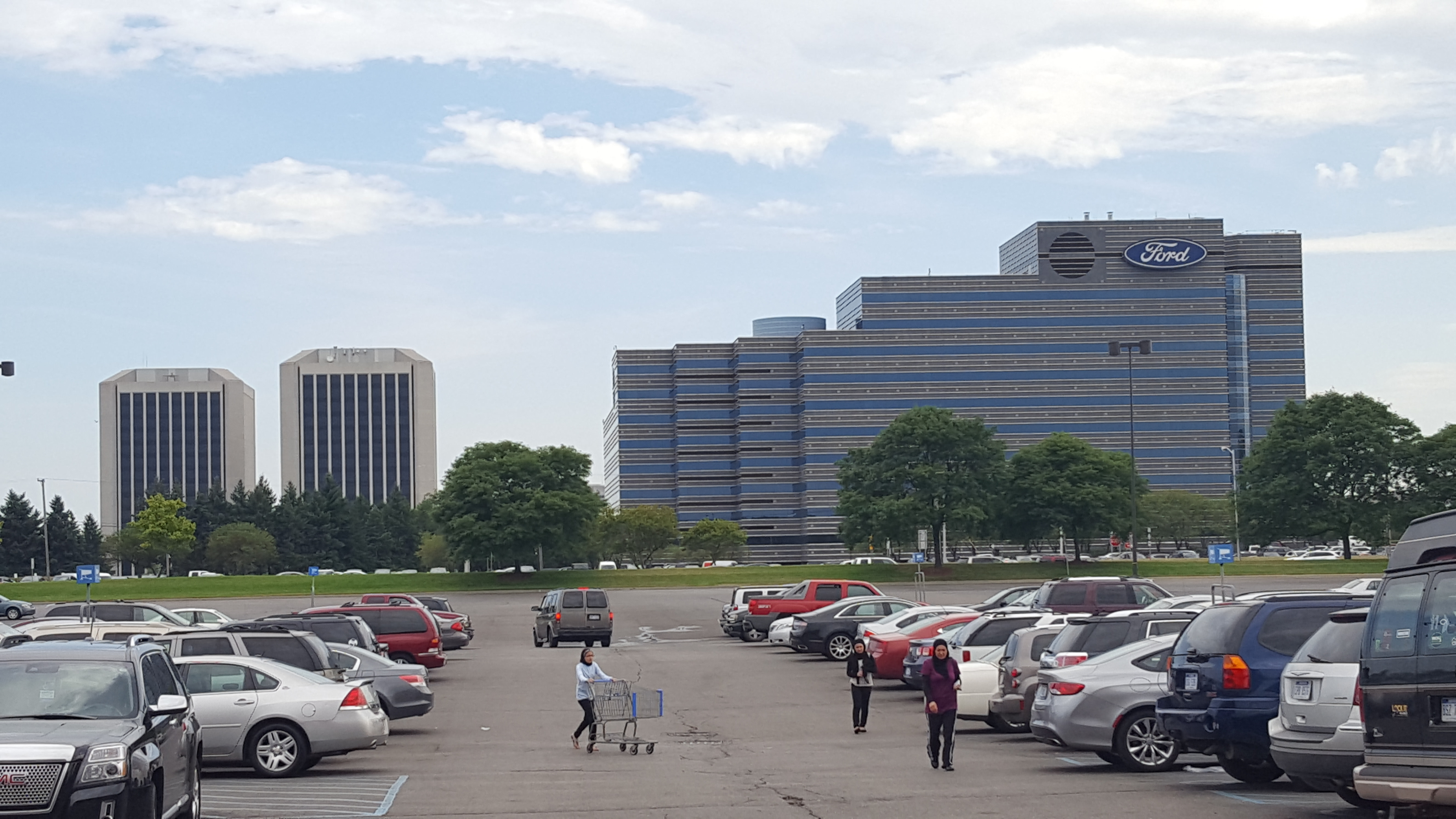
7.ディアボーン
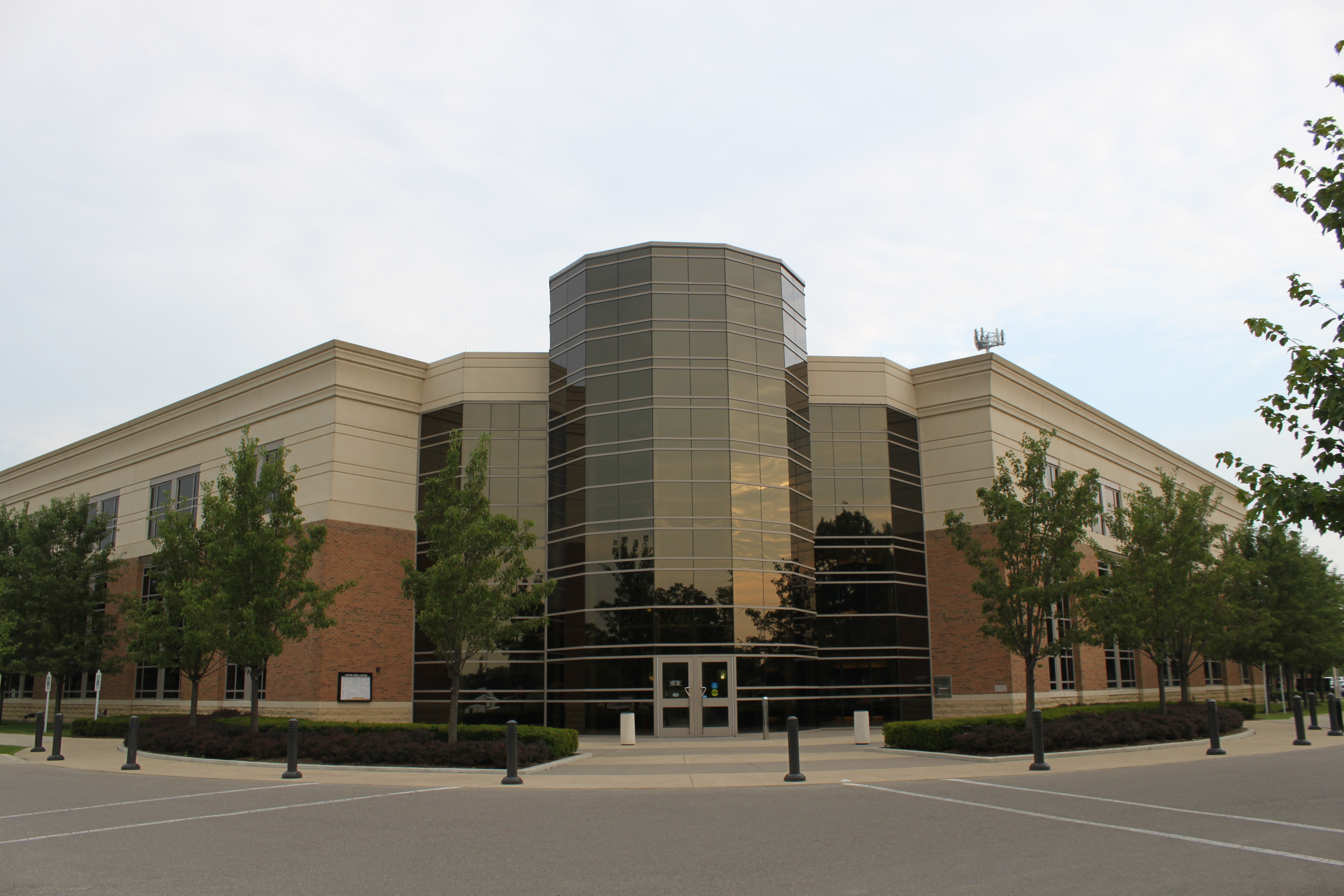
9.カントン
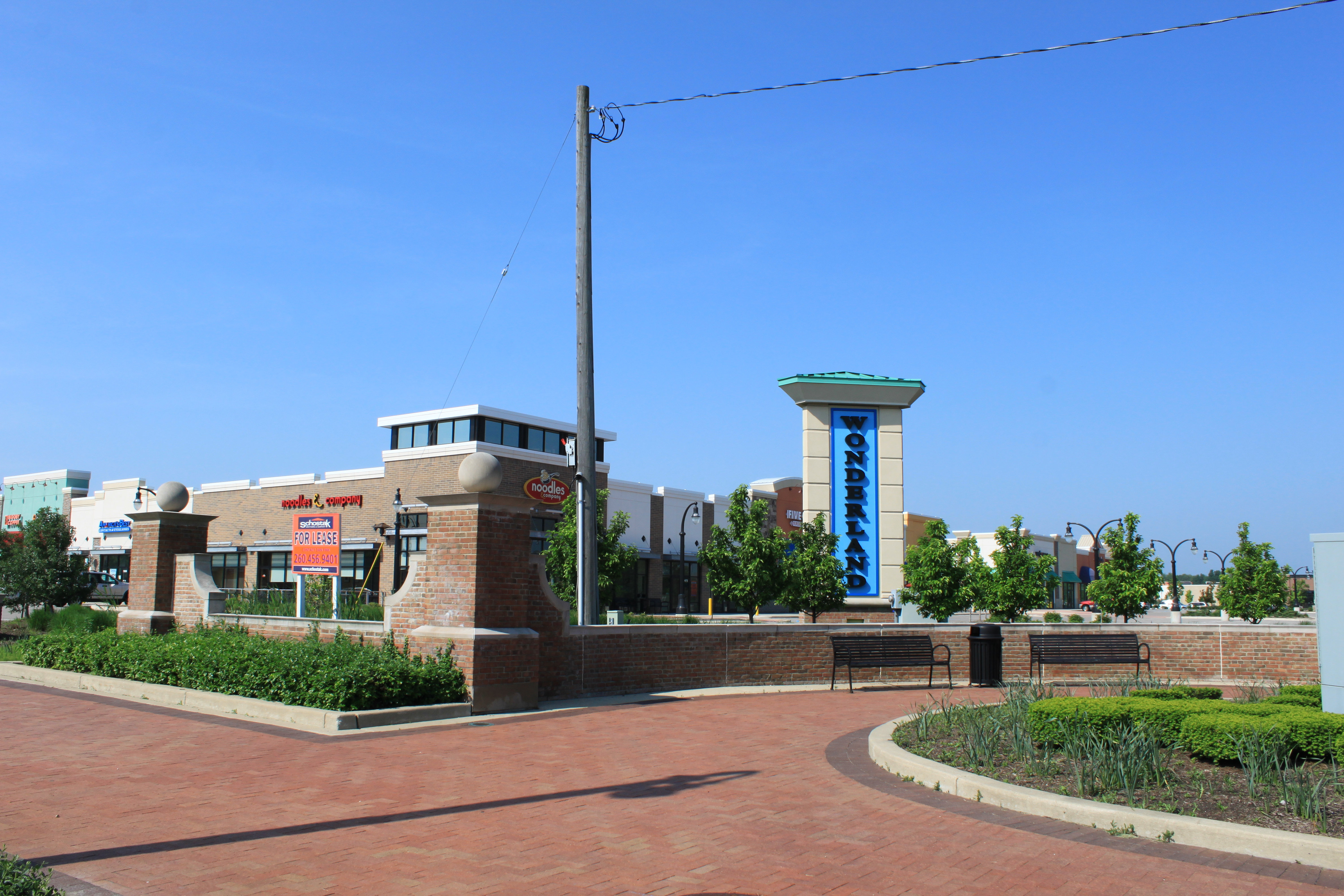
10.リボニア

上表以外で重要度の高い都市には次のような都市がある。
東部
- フリント - デトロイトの北。ゼネラルモーターズ創業の地であり、かつてはデトロイトと共に自動車産業の中心地として発展し、最盛期の1960年には20万人近い人口を抱える州第2の都市であった[32]が、デトロイトと同様、産業の流出・空洞化により、失業・貧困・犯罪が著しく増加しており、人口が減り続けている。
- ウェストランド - デトロイト西郊。
- トロイ - デトロイト北郊。デトロイトの郊外都市の中でもとりわけ高い成長を遂げている。全米で最も安全な都市の1つに数えられる。
- サギノー - フリントの北に位置する。ベイシティ、ミッドランドと共に三つ子都市を形成し、その中心となっている。
- ベイシティ - サギノーの北東。サギノー川がヒューロン湖に注ぐ河口に位置する主要な港。
- ミッドランド - サギノーの北西。ダウ・ケミカル・カンパニーが本部を置く。
- ポートヒューロン - ヒューロン湖に面するカナダとの国境の町。

中部
- イーストランシング - ランシングの東に隣接する。ミシガン州立大学の本拠地。

西部
- マスキーゴン - グランドラピッズ北西郊。ミシガン湖の港湾都市・保養都市。
- グランドヘイブン - グランドラピッズ西郊、マスケゴンの南。ミシガン湖畔の保養都市。
- ホランド - グランドラピッズ南西郊、グランドヘイブンの南、ミシガン湖畔。Home of the Michigan Dutch（ミシガンのオランダ系移民の故郷）と呼ばれる。
- カラマズー - グランドラピッズの南。西ミシガン南部の中心都市。
- バトルクリーク - カラマズーの東。ケロッグ社の本社がある。1981年と1985年、1995年の3回「熱気球世界選手権」を開催した。

北部・アッパー半島
- トラバースシティ - 北ミシガンの避暑地。サクランボの生産で有名で、「世界のサクランボの都」と呼ばれる。
- マーケット - アッパー半島の最大都市。スペリオル湖の港湾都市、避暑地。かつては鉄鉱石の鉱業の中心地、積出港として栄えた。
- スーセントマリー - アッパー半島の東端に位置するカナダとの国境の町。スーセントマリー運河の閘門で知られる。

ミシガン州の裕福なコミュニティの多くはオークランド郡などデトロイトの郊外に位置している。一方、市民の8割がアフリカ系で、人口の1/4以上が貧困状態にあるデトロイト市は1人当たりの収入が14,717米ドルで州の平均よりも低く、全米の大都市の中でも貧しい部類に入る。ミシガン州内で最も裕福なのはアナーバー近郊のバートンヒルズで、市民1人あたりの収入は110,683米ドルである。一方、ミシガン州内で最も貧しいのは西ミシガンの南部、ミシガン湖岸にあるベントンハーバーで、市民1人あたりの収入は8,965米ドル、貧困率は人口の4割を超える（92.4%がアフリカ系アメリカ人）。

## 法律および行政

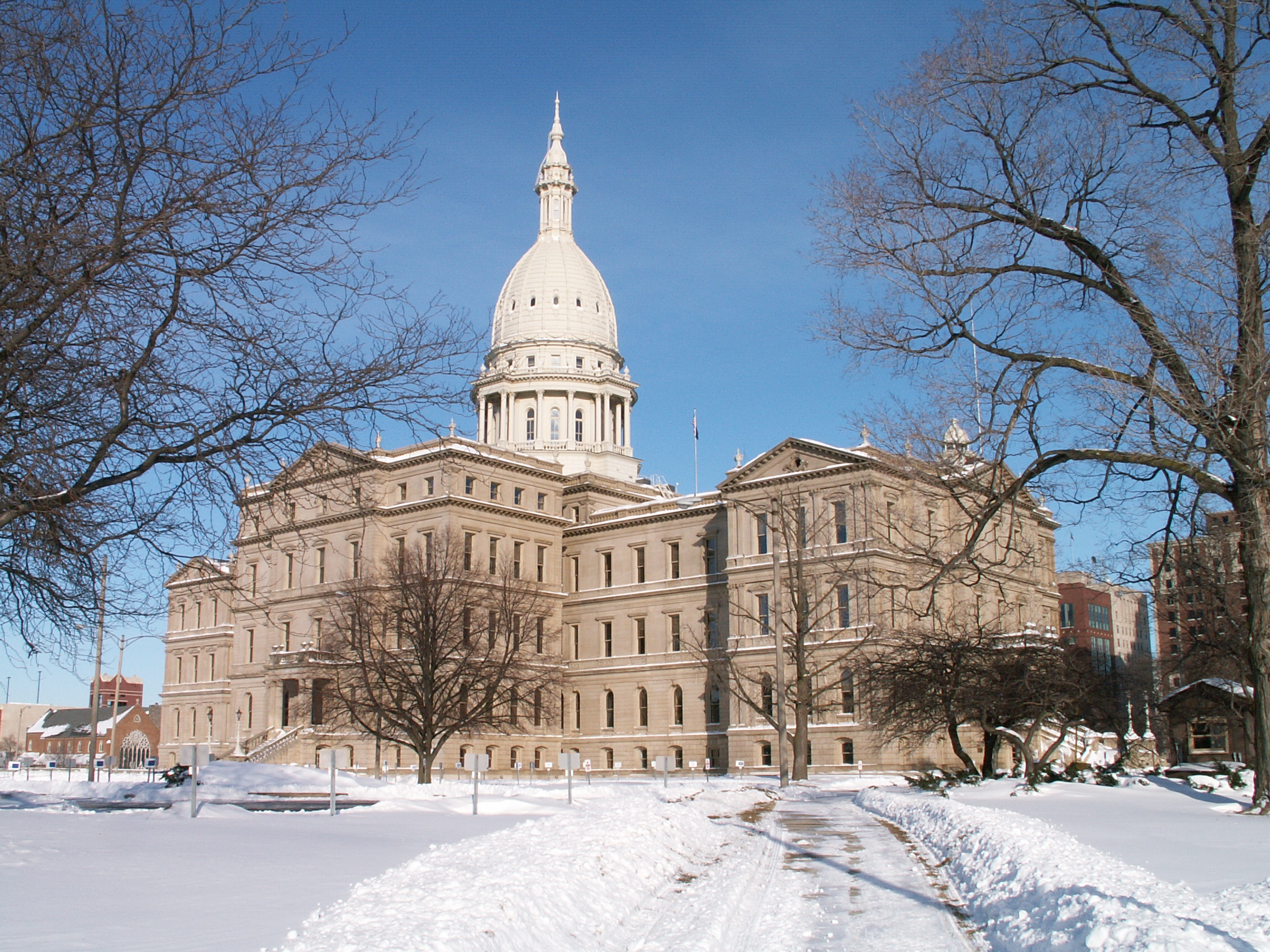
ランシングに置かれているミシガン州議会議事堂

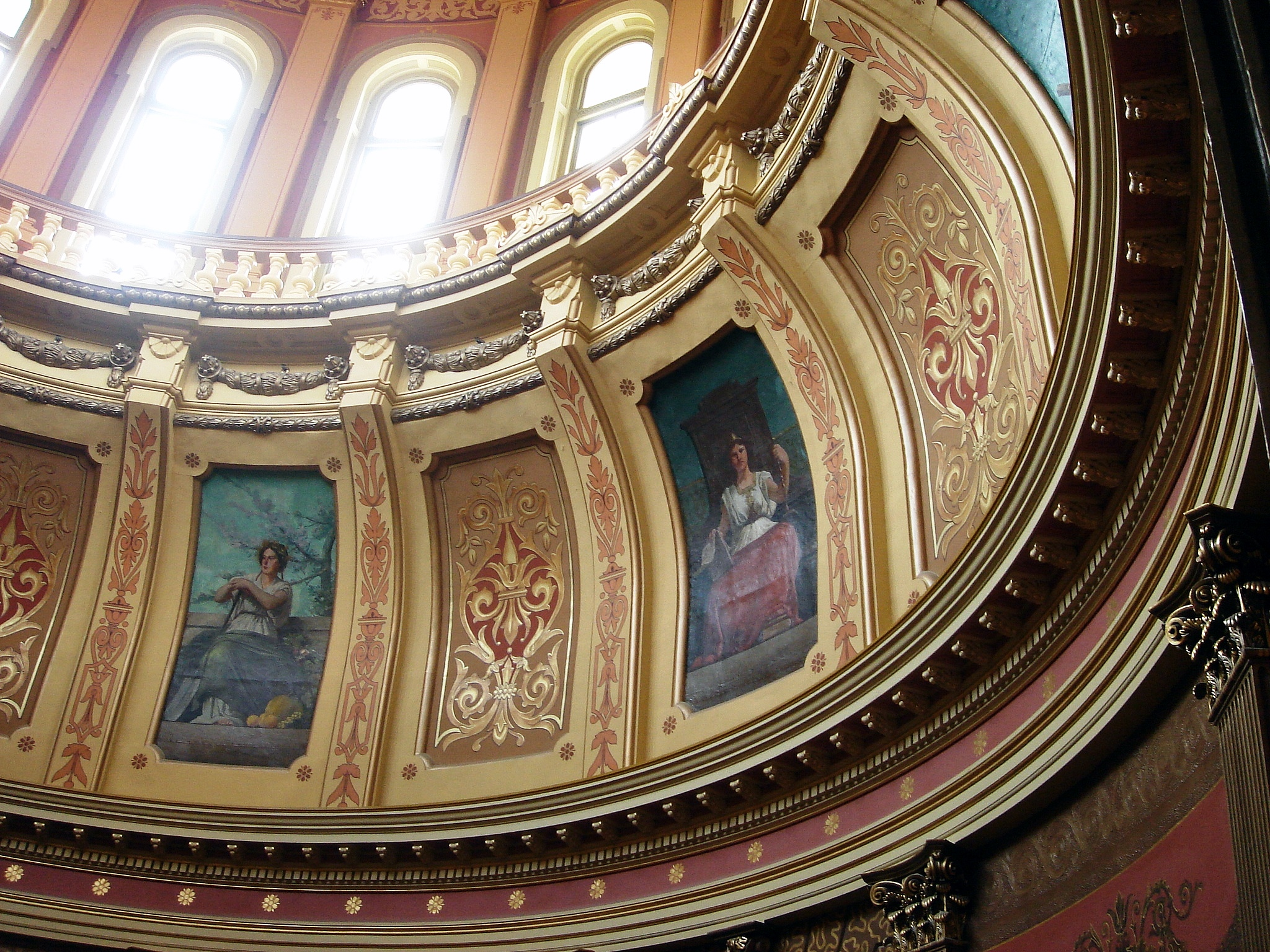
ミシガン州議会議事堂ドーム内壁の壁画

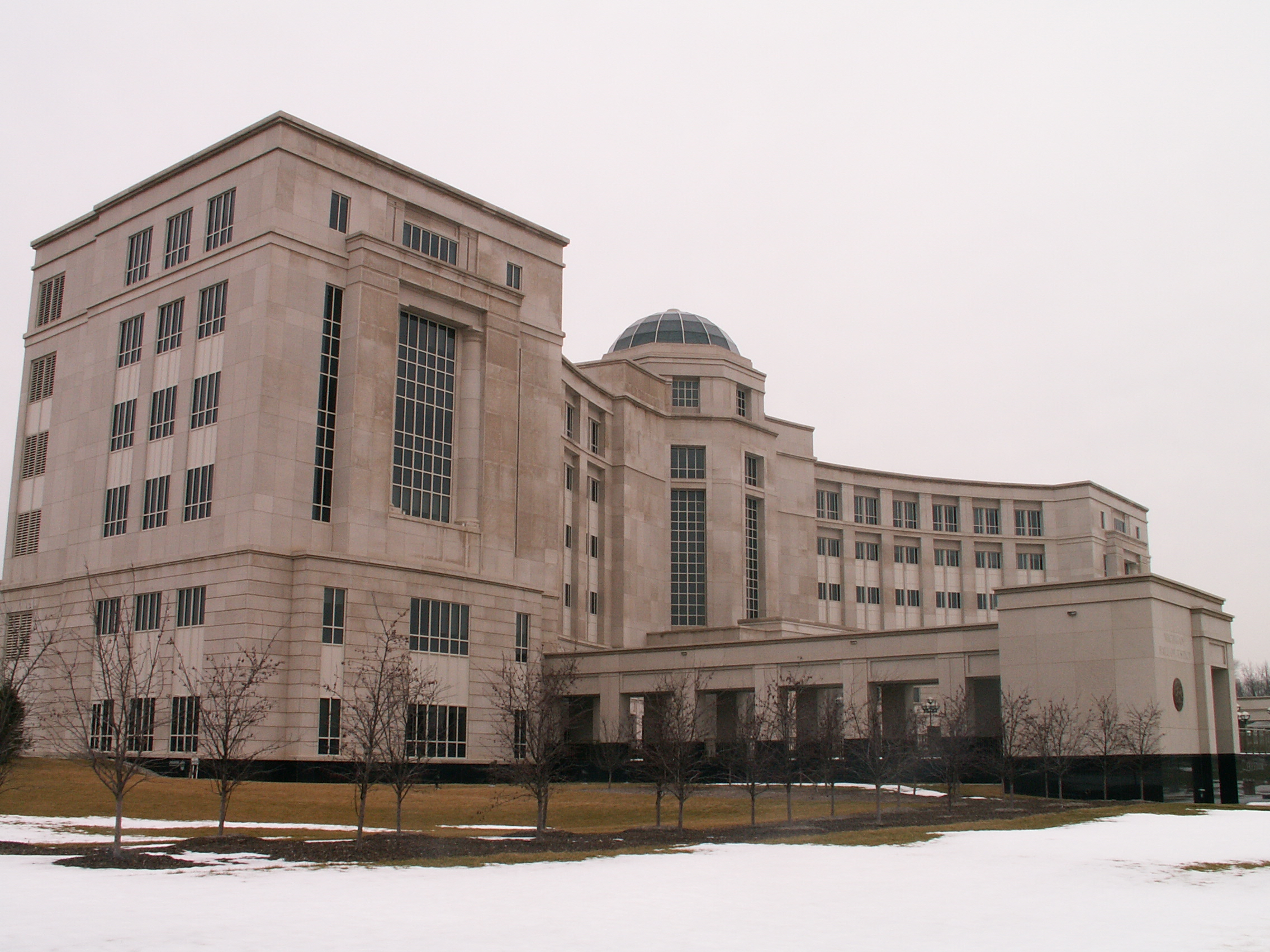
ミシガン州最高裁判所

関連項目：List of Michigan Governors、List of United States Senators from Michigan、および List of United States Representatives from Michigan
Geosense.net

### 州政府

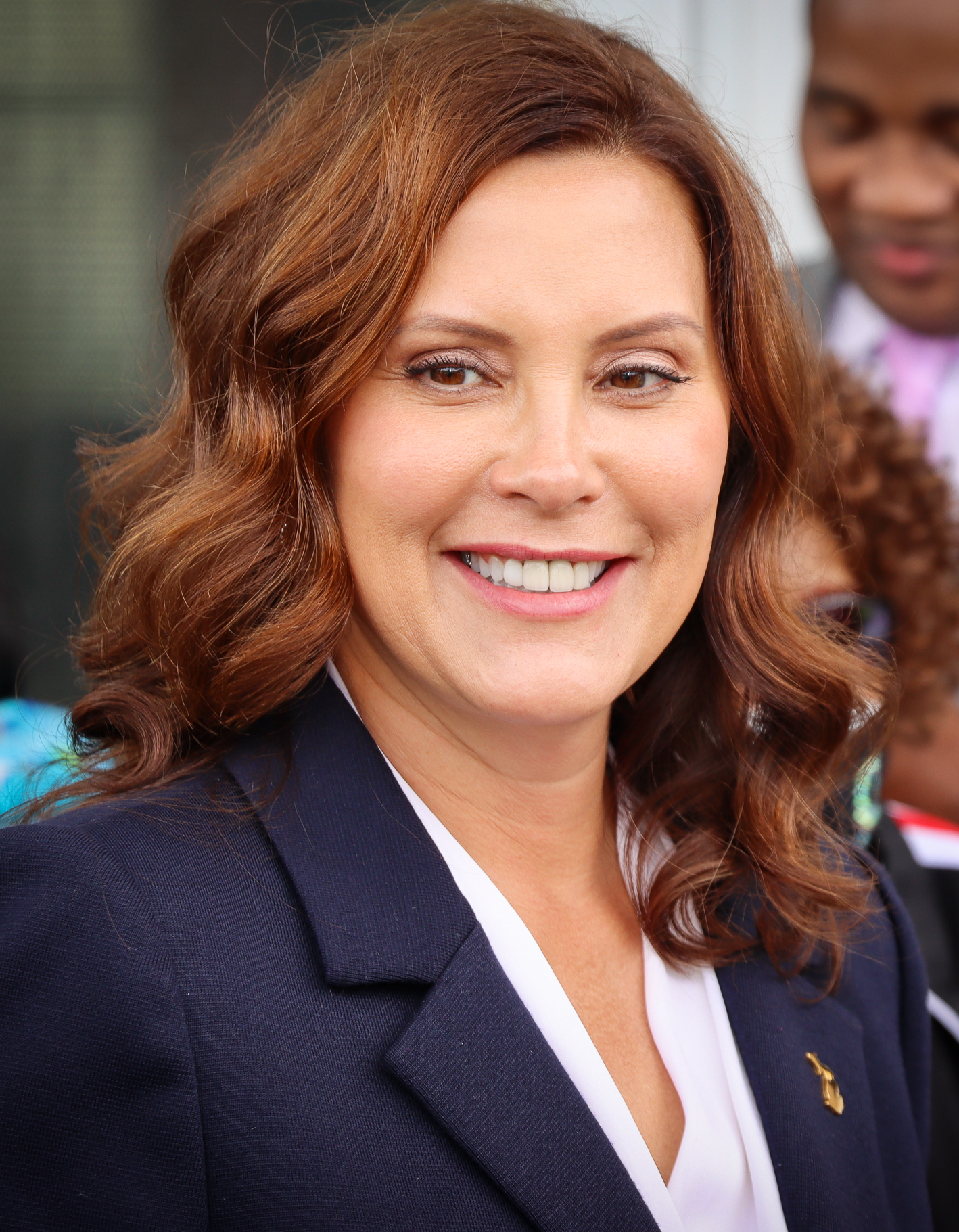
グレッチェン・ホイットマー

ミシガン州は行政、立法、司法の3府がある共和制を採用している。行政府は州知事と憲法の規定で別々に選挙で選ばれるその他の役人で構成されている。立法府は下院と上院の両院制である。司法府には裁判所の体系がある。ミシガン州憲法は、発議権、住民投票、リコール、および憲法改訂の発議と批准という形で選挙民の直接参加を認めている。「法を発案し法制化し拒否する権限」を発議権と呼び、議会が法制化したものを承認あるいは拒否する権限を住民投票と呼んでいる。発議権は憲法の下で議会が法制化する可能性のある法にのみ及ぶ。ランシングは州都であり州政府の3機関の本拠地である。
州知事、その他憲法に規定される州役人の任期は4年間であり、1回のみ再選が許される。現在の州知事は民主党のグレッチェン・ホイットマーである。知事公舎はランシングとマキノー島の2か所にある。副知事は知事との組み合わせにより選出され、州務長官と検事総長が別の選挙で選ばれる。副知事は州議会上院の議長となるが、議案の賛否が同数の場合のみ投票できる。また閣僚の1人である。州務長官は選挙を管理する役人であり、自動車など多くの認可業務を担当し、その全ては下部組織を通じて行われている。
ミシガン州議会は38人に議員からなる上院と110人の議員からなる下院で構成されている。フルタイムの議会である。ミシガン州最高裁判所は7人の判事で構成されている。両院の議員は小選挙区から選ばれ、その選挙区は郡や市の境を考慮しつつ選挙民数ができるだけ等しくなるように調整されている。上院議員は州知事と同じ4年間の任期であり、下院議員は2年間である。ミシガン州議会議事堂ビルは1879年に完成され、それ以来行政府および立法府を収めている。

### 州法
ミシガン州ではこれまでで4つの憲法がある。最初のものは1835年10月5日と6日に批准された。1850年と1908年に批准された憲法があり、現在の憲法は1963年に批准された。現憲法は序文と11の章があり、またスケジュールと暫定条項で構成される1節がある。ルイジアナ州を除き他の49州と同様にコモン・ローを採用している。
ミシガン州の裁判所体系は第一審を審問する2種の裁判所（巡回裁判所と地区裁判所）、中間レベルの控訴裁判所、および最上級審の最高裁判所で構成されている。他にも幾つかの管理裁判所や特殊目的裁判所がある。
地区裁判所は限定司法権の第一審であり、交通違反、小規模訴訟、軽犯罪、金額が25,000ドル未満の民事訴訟を扱う。重犯罪の場合には予審や保釈金の設定を取り扱うことも多い。判事は6年間任期で選出される。幾つかの場所では地区裁判所に代わって市裁判所がその任務を担当してきた。
州内には57の巡回裁判所があり、金額が25,000ドル以上の民事訴訟、重罪を含む全ての刑事事件について第一審となっている。衡平法上の救済を発する権限のある唯一の第一審である。地区裁判所や市裁判所からの控訴事件、州機関の決定や命令に対する申し立ても取り扱う。大半の郡が巡回裁判所を持っているが、人口の少ない郡は他の郡と共有している。巡回裁判所判事は6年間任期で選出される。
州控訴裁判所の判事は6年間任期で選出されるが、空席がある場合は知事が指名する。デトロイト、グランドラピッズ、ランシング、マーケットに4つの支部がある。事件は3人の判事によって審問され、法の適用を審査し、事実の認定に誤認がない限り事実を審査しない。
ミシガン州最高裁判所は7人の判事で構成され、判事は無党派選挙で選出され、任期は8年間であるが、4年毎に半数が改選される。特殊な状況のみ第一審となり、裁判所全体系から上がる控訴事件を審査する。
1846年、ミシガン州は死刑を廃止した。これはアメリカ合衆国の州では最初のことであり、世界の英語を話す国でも最初のことだった。歴史家のデイビッド・チャーダボインは、ミシガン州における死刑廃止の動きは、隣国であるイギリス支配下のカナダに対する反目の結果だと主張した。カナダでは公衆の場での処刑が行われていた。

### 政治
州内の選挙民は二大政党から候補者を選ぶ。選挙では経済問題が重要である。3期を務めた共和党知事ジョン・エングラー（任期1991年-2003年）が、前知事で2期を務めた民主党知事ジェニファー・グランホルム（任期2003年-2011年）の前任者だった。検事総長の場合、2003年以来2期続けて共和党員を選んだ。現議会（2011年から現在）は両院で共和党が多数派である。共和党の大統領候補であるロナルド・レーガンやジョージ・H・W・ブッシュを支持してきた。
| 年     | 共和党           | 民主党           |
| ------ | ---------------- | ---------------- |
| 2020年 | 47.84% 2,649,852 | 50.62% 2,804,040 |
| 2016年 | 47.50% 2,279,543 | 47.27% 2,268,839 |
| 2012年 | 44.71% 2,115,256 | 54.21% 2,564,569 |
| 2008年 | 40.89% 2,048,639 | 57.33% 2,872,579 |
| 2004年 | 47.81% 2,313,746 | 51.23% 2,479,183 |
| 2000年 | 46.14% 1,953,139 | 51.28% 2,170,418 |
| 1996年 | 38.48% 1,481,212 | 51.69% 1,989,653 |
| 1992年 | 36.38% 1,554,940 | 43.77% 1,871,182 |
| 1988年 | 53.57% 1,965,486 | 45.67% 1,675,783 |
| 1984年 | 59.23% 2,251,571 | 40.24% 1,529,638 |
| 1980年 | 48.99% 1,915,225 | 42.50% 1,661,532 |
| 1976年 | 51.83% 1,893,742 | 46.44% 1,696,714 |
| 1972年 | 56.20% 1,961,721 | 41.81% 1,459,435 |
| 1968年 | 41.46% 1,370,665 | 48.18% 1,593,082 |
| 1964年 | 33.10% 1,060,152 | 66.70% 2,136,615 |
| 1960年 | 48.84% 1,620,428 | 50.85% 1,687,269 |

しかし、過去5回の大統領選挙では民主党を支持してきた。2008年の場合、バラク・オバマが57%の支持を得てジョン・マケインを破り、ミシガン州の17人の選挙人を獲得した。アメリカ合衆国上院議員の選挙でも、過去3回の全て、過去10回の内9回、過去18回の内15回で民主党を支持し、国内経済問題に取り組む姿勢を訴えてきた。共和党は州西部、北部、および田園部で強く、特にグランドラピッズ地域で強い。またデトロイト郊外、すなわちグロスポイント、ブルームフィールド郡区、ノースビル郡区、ノビのような裕福な郊外部、さらにはロチェスターヒルのように上中流階級が多いところでも共和党が強い。民主党はデトロイト、アナーバー、フリント、ランシングのような都市部で強く、またリンカーンパークやイーストポイントなど労働者階級の多いデトロイト郊外部、サウスフィールド、オークパーク、リバールージュなどアフリカ系アメリカ人多数の郊外部、ユダヤ人とアフリカ系アメリカ人が多いウェストブルームフィールド郡区とファーミントンヒルズのような郊外部でも強い。さらにロイヤルオーク、バークレー、ファーンデール、ハンティントンウッズなどウッドワード・コリダーの郊外部も民主党支持である。その他の郊外部で、中流階級のスターリングハイツ、中下流から中流のセントクレアショアーズおよびアレンパークは二大政党の勢力が拮抗している。一方で2016年には共和党のドナルド・トランプが民主党のヒラリー・クリントンを0.23％の接戦を制して当選しており24年ぶりに共和党候補が勝利している。
州人口のほぼ半数が住むデトロイト大都市圏は選挙と政治文化に幅広く影響する要素であり続けている。デトロイト市が位置するウェイン郡は民主党の強い地盤であり、オバマの支持率は74%、マケインは25%に過ぎなかった、中道的な政治文化であるオークランド郡は、時を追って民主党の大統領候補を支持する傾向が強くなり、かつては民主党のニューディール政策を支持する砦だったマコーム郡は二大政党の激しい戦場になってきている。
1854年7月6日にジャクソン市で共和党最初の郡レベルの集会が開かれ、その後共和党は世界恐慌の時代まで圧倒的にミシガン州を制してきた。1912年の大統領選挙では、進歩派共和党と第3政党の候補者セオドア・ルーズベルトを支持した6州の1つになった。ルーズベルトはウィリアム・タフトに指名争いで敗れて共和党の候補指名を得られていなかった。
20世紀の大半でミシガン州は大統領選挙のレベルでかなり共和党寄りの州だった。ニューイングランドからの移住者が多く、その文化を持ってきていたので、そういった州の北端として大ニューイングランドに属していた。1940年の大統領選挙ではフランクリン・ルーズベルトに対抗したウェンデル・ウィルキーを支持した数少ない州の1つであり、1948年の大統領選挙ではハリー・S・トルーマンに敗れたトマス・E・デューイを支持した。1960年代には民主党の大統領候補を支持したが、1972年には共和党のリチャード・ニクソンを支持した。
ミシガン州は第38代アメリカ合衆国大統領ジェラルド・フォードの出身地である。ネブラスカ州で生まれたが、幼児の時にグランドラピッズに移住し、そこで成長した。グランドラピッズ市にはジェラルド・R・フォード博物館があり、出身校であるアナーバーのミシガン大学にはジェラルド・R・フォード大統領図書館がある。
ミシガン州は2004年の州憲法修正で、同性結婚を認めなかった。

### 州政府の管理部門
州政府は州全体、郡、郡区の3段階に分権化されている。郡が州の小区分であり、郡区が郡の小区分である。郡と郡区は州法で規定されるように州政府の権限を行使し、その司法権内で特別の需要に合わせている。州内には83の郡がある。
都市、州立大学および村は多様な程度の自治権限を与えられている。自治都市は一般に法で禁じられている以外のことを実行できる。15有る州立大学は幅広い権限を持ち、州憲法で禁じられていなければ、教育機関として認められることを何でも実行できる。対照的に村は限定的な自治であり、それが位置している郡や郡区と完全に切り離されている訳ではない。
州内の郡区には2種類ある。一般法郡区と認可郡区である。認可郡区は1947年の議会で創設され、付加的な権限があり、都市による併合を防ぐために簡素化された管理を認められている。2001年4月時点で127の認可郡区があった。概して認可郡区は都市と同じような権限を持つが、同じレベルの義務は無い。例えば、認可郡区は都市と同様に独自の消防、上下水設備、警察などを持てるが、それを持つことを求められてはおらず、一方都市はそれらを備えなければならない。郡全体にわたることでは、郡保安官事務所の副保安官が地元に応じた執行権を行使するような選択肢もある。

## 経済
参照：List of companies based in Michigan
経済分析局推計では2010年の州内総生産は3,841億ドルになっていた。2012年5月時点で、失業率は8.5%だった。
ミシガン州は主として自動車産業および他の主要な製造業が誕生した場所であると知られている。主要産業・製品は自動車（ゼネラルモーターズ、フォード・モーター、クライスラー）、アムウェイ、穀物（ケロッグ）、銅および鉄の鉱業、家具（スチールケース、ハーマンミラー、Haworth、La-Z-Boy）があり、情報技術、航空機、軍需機械も強い。近年は、州内自動車産業の不振により全米トップレベルの失業率が続いており、デトロイトは犯罪発生率の高い都市として不名誉な点で有名となっている。

### 主な企業など
ミシガン州に本拠地のある企業には以下のようなものがある。
- 自動車ビッグスリー
  - フォード・モーター （ディアボーン）
  - ゼネラルモーターズ （デトロイト）
  - クライスラー （オーバーンヒルズ）
- アムウェイ （エイダ）
- ダウ・ケミカル （ミッドランド）
- ドミノ・ピザ （アナーバー）
- ボーダーズ （アナーバー）
- ケロッグ （バトルクリーク）

クリスマスツリーを育てる農場が60,520エーカー (245 km2) あり、生産高は国内第3位である。飲料のバーナーズは1866年に州内で発明されており、ハイアーズ・ルートビアと共に最古のソフトドリンクとされている。フェイゴは1907年11月4日にデトロイト市に設立された。ピザ・チェーン店の上位4社のうち2社が州内で設立され、本社を置いている。ドミノ・ピザはトム・モナガンが、リトルシーザーズはマイク・イリッチが設立した。
2001年のアメリカ同時多発テロ事件や2000年代初期の不況で年金基金や福利厚生基金に影響が出て、株式市況が変動した後の2009年以降、GM、フォードおよびクライスラーは、その福利厚生基金の構造をかなりの程度に再編することになった。3社は全米自動車労働組合との合意により、それぞれの医療保険と福利厚生基金の負債を自発的従業員互恵協会に移管した。州内の製造業は2001年から2006年の間に6.6%成長していたが、2008年の経済危機のときに、投機性の強い石油価格が自動車産業に大きな影響を与えた。2009年、GMとクライスラーは連邦倒産法第11章を申請し、アメリカ合衆国とカナダの政府から財政支援を受けた。GMは2010年に新規株式公開を始めた。2010年、自動車ビッグスリーは回復の始まりを示すかなりの利益を計上した。
ミシガン州はハイテク産業の雇用数が568,000人と国内第4位であり、これには自動車産業の7万人が含まれている。研究開発投資では常に国内第3位あるいは第4位の位置にある。自動車を含む研究開発費の州内総生産に対する比率は国内どの州よりも高い。工学的職種では重要な雇用源になっている。国内の自動車産業は直接間接に国内雇用数の10分の1に相当している。
2008年、新事業を誘致できる候補地調査でミシガン州は第3位になった。これは投下資本や人口100万人当たりの雇用機会創出数で算出している。2009年8月、ミシガン州とデトロイト市の自動車産業は、電気自動車の製造に対してアメリカ合衆国エネルギー省から13億6,000万ドルの融資を受けた。これは直ぐに6,800人の雇用を生み、2020年までに4万人を雇用できると期待されている。2007年から2009年、ミシガン州は新事業の設立と拡張で全米第3位を維持した。
ミシガン大学、ミシガン州立大学およびウェイン州立大学は、指導的研究機関として、州経済と大学研究コリダーの重要なパートナーになっている。ミシガン州の公立大学は毎年15億ドル以上の研究開発投資を集めている。国立超伝導サイクロトロン研究所がミシガン州立大学内にある。ミシガン州の労働力は教養があり、熟練度が高いので企業にとっては魅力的である。大学工学系卒業者の数は国内第3位である。
デトロイト・メトロポリタン空港は、国内でも新しく拡張され近代化された空港であり、滑走路は6本、ボーイング747を整備修理できる大型機保守設備があり、デルタ航空の主要中継点になっている。州内の学校やカレッジは国内でも評価が高い。昔から公共教育には熱心に関わってきた。喫水の深い港が38ある。2007年、バンク・オブ・アメリカは州内トロイ市のラサール銀行買収に続いて、州内のコミュニティ開発に250億ドルを融資すると発表した。
2010年には雇用数改善率で国内トップクラスになった。

### 税
ミシガン州の個人所得税は一律4.25%の税率になっている。さらに22の都市が所得税を上乗せしており、4都市を除き税率は住民に1%、非住民の0.5%である。消費税は6%であり、食品や医療費は免税である。資産税は地方レベルで評価されるが、資産所有者の評価額は州教育税として6ミル（資産価値1,000ドルについて6ドル）が課税される。資産税は地方審査委員会に不服申し立てすることができ、また州法や地方検証を超えて課税する場合は地元有権者の承認を必要とする。2011年、ミシガン州は事業税を撤廃し、6%の事業所得税を導入した。これにより事業の税負担は減った。州憲法第9条には、州が課税する額の上限も定めている。

### 農業

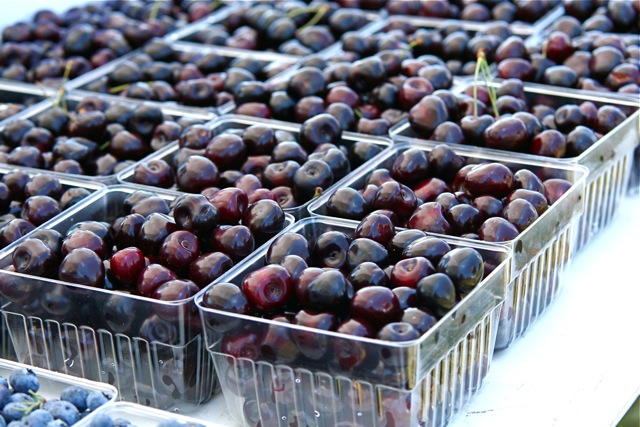
ミシガン州はサクランボ、ブルーベリー、キュウリ、赤インゲン豆、ペチュニアの生産では国内上位にある

州内では多くの種類の穀類、果物、野菜が栽培されており、その多様さではカリフォルニア州に次いで第2位である。農地の総面積は1,000万エーカー (40,000 km2)、農場は55,000あり、2008年の生産高は66億ドルだった。最も販売額が多いのは牛乳である。主要作物としては、トウモロコシ、大豆、花卉、小麦、テンサイ、ジャガイモがある。飼育されている牛は100万頭、豚100万頭、羊78,000頭、鶏300万羽以上である。穀物生産高が農業生産高の過半数であるが、家畜生産高は38%に相当している。
果物の生産でも国内上位にあり、ブルーベリー、サクランボ、リンゴ、ブドウ、モモなどを栽培している。プラム、ナシ、イチゴも栽培されている。ミシガン湖の温暖化効果があるので、果物は州西部で主に栽培されている。ワインとビール、さらに加工食品も多い。ケロッグのシリアルはバトルクリークを本拠にしており、地元で採れた産品を加工している。他にもソーンアップバレー、ボールパークフランクス、ケーゲルミート、ヘブリューナショナル・ソーセージなどの会社が州内に本社を置いている。
フリントとトリシティーズ、ロウアー半島のサム地域は土壌が大変肥沃である。この地域で栽培される作物は、トウモロコシ、テンサイ、シロインゲン豆、大豆がある。テンサイは通常10月始めに収穫が始まる。砂糖工場は約5か月を使って、3,700万トンのテンサイを、43万トンの白糖に加工している。最大の精糖会社はミシガンシュガー社であり、ミシシッピ川以東では最大、国内第4位である。ブランドネームとして、パイオニアシュガーと新しいビッグチーフシュガーがある。ジャガイモは州北部で、トウモロコシは中央部での生産が多い。アルファルファ、キュウリ、アスパラガスも栽培されている。

### 観光業
ミシガン州の観光業は年間247億ドルを売り上げており、224,476を雇用している。観光業のウェブサイトは国内でも閲覧数が多い方である。国内およびカナダから休暇を過ごす者、狩猟者、自然愛好家などを惹き付けている。州内の土地は半分が森林であり、その多くは遠隔地にある。森林、湖、および数千マイルにおよぶその湖岸線が観光地になっている。チューリップ祭や全国サクラ祭など多くの観客を呼ぶ行事もある。
2006年、ミシガン州教育委員会は、州内全ての公立学校がレーバーデイの後の最初の日を休日とすることを義務づけた。これは新しいポストレーバーデイ学校法に拠っている。調査に拠れば、州内観光収入の70%は直接州民から上がっており、ホテル・モーテル・リゾート協会は、学校年の間の短い夏が、州内の観光シーズンには障害になると主張している。
デトロイト大都市圏も観光地になっており、特にヘンリーフォード博物館、デトロイト美術館、デトロイト動物園が有名であり、スポーツも観光資源になっている。博物館としてはデトロイト歴史博物館、チャールズ・H・ライト・アフリカ系アメリカ人歴史博物館、クランブルック教育コミュニティの博物館、アラブ系アメリカ人国定博物館がある。MGMグランドデトロイト、グリークタウン、モーターシティ、シーザーズウィンザー（カナダ、オンタリオ州）という4つの大きなカジノがある。

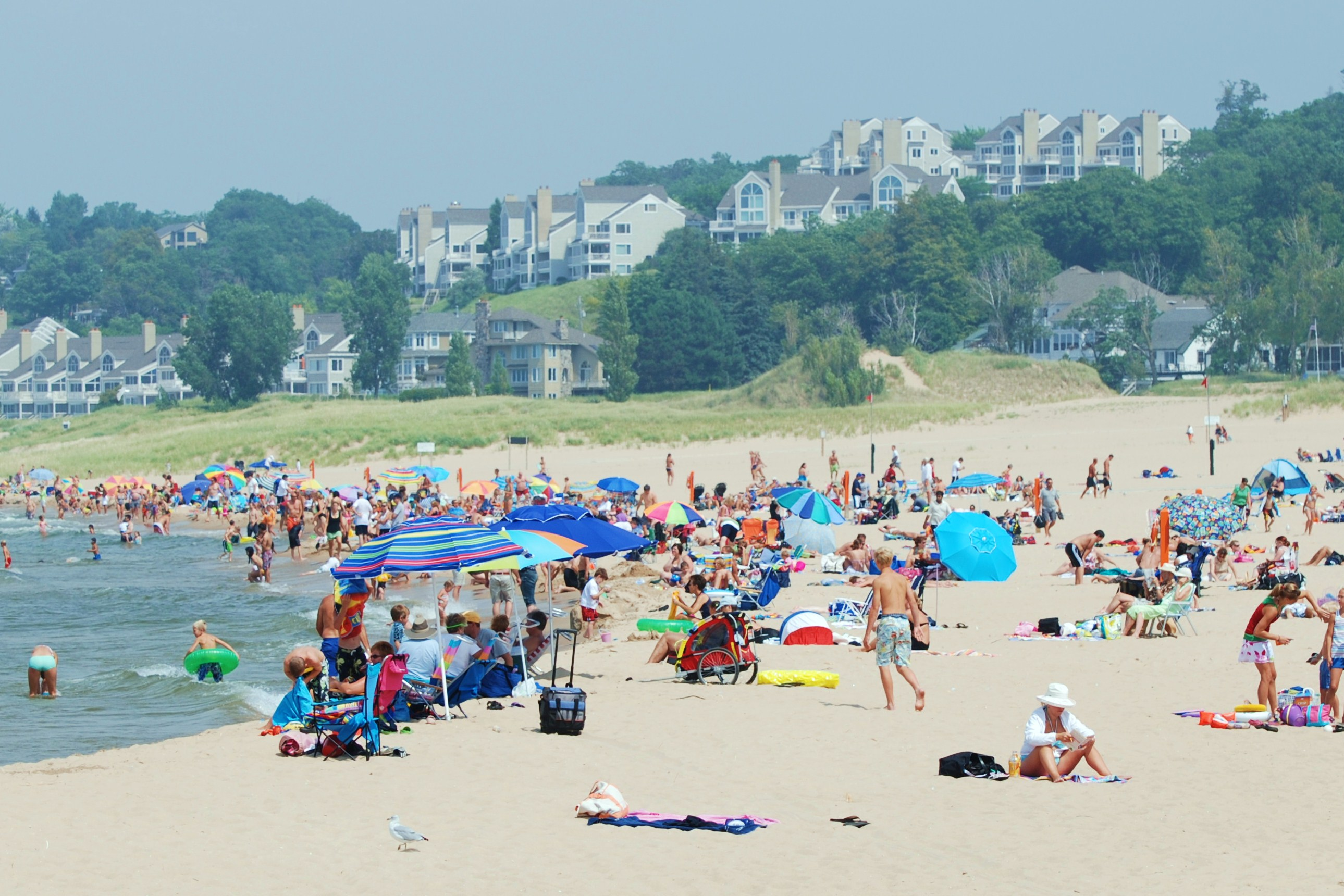
ミシガン湖岸、ホランド州立公園

狩猟と釣りも重要な産業になっている。サケ、マス、ウォールアイ、パーチを釣るために五大湖の多くの都市には貸しボート屋がある。狩猟免許の取得者数は国内最大であり、それだけで年間20億ドルに上る。100万人の狩猟者のうち4分の3以上はオジロジカ狩猟シーズンにのみ入っている。州内田園部の教育学区の多くは、オジロジカの解禁日に学校を休ませている。
州自然資源省は国内最大の州有林を管理している。林業と余暇利用で120億ドルの売り上げになっており、20万人の雇用に繋がっている。広大な商業林にはハイキングや狩猟用の経路も確保されている。ゴルフ場の数や登録されたスノーモービルの数も国内最大である。
州内には数多い歴史銘板が建てられており、それ自体が観光地になっている。五大湖周遊ツアーは5つの湖とセントローレンス川を繋ぐ指定景観道路体系である。
五大湖に接する位置関係から、また人や貨物を運ぶ輸送路に使われた長年の間に沈没した船も多いことから、世界的なスクーバダイビングの観光地にもなっている。ミシガン州水中保存地は11の地域が指定され、スポーツダイビングを楽しむ人のための難船が保存されている。

## 交通

### カナダ = アメリカ合衆国国境
カナダのオンタリオ州との間に下記9つの国境通過ルートがある。
- アンバサダー橋、デトロイト川に架かる北アメリカで最も繁華な国境ルート
- ブルーウォーター橋、2径間橋、ポートヒューロンとオンタリオ州ポイントエドワードの間
- ブルーウォーター・フェリー、マリーンシティとオンタリオ州ソンブラの間
- カナダ太平洋鉄道トンネル
- デトロイト・ウィンザー・トラックフェリー、デトロイトとオンタリオ州ウィンザーの間
- デトロイト・ウィンザー・トンネル
- スーセントマリー国際橋、スーセントマリーとオンタリオ州スーセントマリーの間
- セントクレア川鉄道トンネル、ポートヒューロンとオンタリオ州サーニアの間
- ウォルポール島フェリー、アルゴナックとオンタリオ州ウォルポール島ファーストネーションの間

デトロイトとオンタリオ州ウィンザーの間には2つ目の国際橋が建設中である。
スーセントマリー運河の閘門は世界で最も稼動している水門である。運河そのものも、通航する船舶の数では世界有数である。

### 鉄道
州内には一級鉄道が4社ある。すなわちカナディアン・ナショナル鉄道、カナダ太平洋鉄道、CSXトランスポーテーション、ノーフォーク・サザン鉄道である。これらを数多い短線鉄道が補っている。鉄道は大半が貨物輸送に使われ、アムトラックと幾つかの景観鉄道が旅客用である。
アムトラックの旅客鉄道は州南部と西部の都市をシカゴと繋いでいる。デトロイト市とその郊外地域には通勤鉄道の建設計画がある。

### 道路

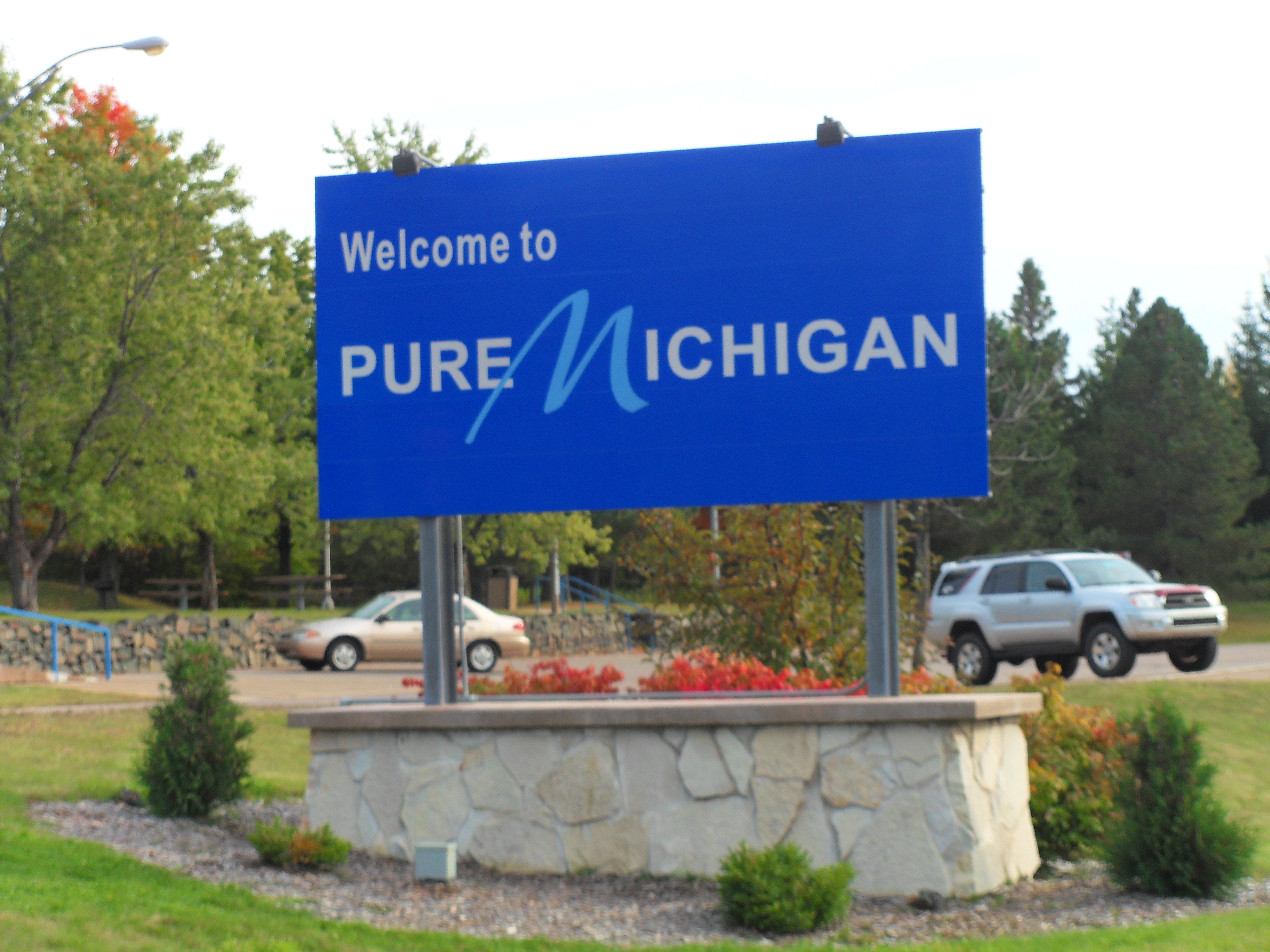
ミシガン州の歓迎看板

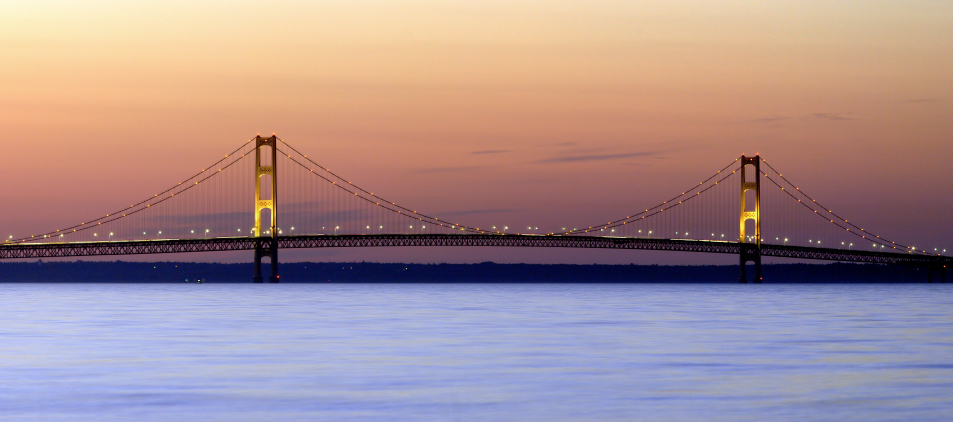
マキナック橋

州間高速道路75号線はデトロイト市、フリント市とサギノー市を結び、さらに北のスーセントマリーからオンタリオ州スーセントマリーに繋がる主要道路である。アッパー半島のセントイグナスと、ロウアー半島側のマキノーシティを結ぶマキナック橋を通過する。枝線としてはデトロイト市の275号線と375号線、フリント市の47号線、サギノー市の675号線がある。
州間高速道路69号線はミシガン州とオハイオ州、インディアナ州との州境近くで州内に入り、ポートヒューロンを経てブルーウォーター橋を通り、オンタリオ州サーニアに至る。
州間高速道路94号線はインディアナ州との州境から州内に入り、東のデトロイト市に向かい、北東のポートヒューロンに行って69号線に接続する。州間高速道路194号線はバトルクリークで分岐している。州間高速道路94号線はシカゴとデトロイトを結ぶ幹線である。
州間高速道路96号線はデトロイト市とマスキーゴン市を繋ぐ東西道路である。州間高速道路496号線はランシング市に回る。州間高速道路196号線はグランドラピッズで96号線から分岐し、ベントンハーバー近くで94号線に接続する。州間高速道路696号線はノビで分岐し、セントクレアショアーズ近くで94号線に接続する
アメリカ国道2号線はアイアンウッド市で州内に入り、東のクリスタルフォールズに向かい、そこから南に転じて再度短区間ウィスコンシン州フローレンスの北西に入る。さらにアイアンマウンテンの北でミシガン州に戻り、アッパー半島に入ってエスカナバ、マニスティーク、セントイグナスの各都市を通る。途中でオタワ、ハイアワサの各国有林を抜け、ミシガン湖北岸を辿る。東側の終点はマキナック橋の北、州間高速道路75号線の344番出口である。

### 空港
デトロイト・メトロポリタン・ウェイン・カウンティ空港はロミュラス市の西側郊外に位置し、2010年の利用旅客数では北アメリカで第16位の空港である。グランドラピッズにあるジェラルド・R・フォード国際空港が州内に2番目に利用数の多い空港であり、8の航空会社が23の目的地に向けて定期便を運行している。フリント市のビショップ国際空港が第3位であり、航空会社4社が定期便を運行している。州全体には幾つかの島を含め小さな地域空港がある。

## 教育
ミシガン州の教育体系によって幼稚園生から12年制まで160万人を公立学校で教育している。私立学校には124,000人の児童・生徒が通い、特定の法的要求事項に従う家庭内教育を受ける者も存在する。2008年から2009年の教育年度で、公立学校体系の年間予算は145億ドルだった。
州内には多くの公立大学があり、州全体に広がっている。他に私立大学も多い。ミシガン州立大学は学生数では国内最大級である。ミシガン大学、ミシガン州立大学およびウェイン州立大学が州内の3大研究施設である。

### 単科および総合大学
| - en:Adrian College - en:Albion College - en:Alma College - en:Andrews University - Aquinas College - en:Ave Maria College - Ave Maria School of Law - en:Baker College - en:Calvin College - en:Calvin Theological Seminary - Center for Humanistic Studies - en:Central Michigan University - Cleary University - en:College for Creative Studies - en:Concordia University, Ann Arbor - en:Cornerstone University - en:Cranbrook Academy of Art - en:Davenport University - Detroit Baptist Theological Seminary - en:Eastern Michigan University - Ecumenical Theological Seminary - en:Ferris State University - en:Finlandia University - Grace Bible College - Grand Rapids Baptist Seminary - en:Grand Valley State University - en:Great Lakes Christian College - en:Hillsdale College - en:Hope College - en:Kalamazoo College - en:Kendall College of Art and Design - en:Kettering University | - en:Lake Superior State University - en:Lawrence Technological University - Lewis College of Business - en:Madonna University - en:Marygrove College - Michigan Jewish Institute - ミシガン州立大学 - en:Michigan State University - en:Michigan Technological University - Michigan Theological Seminary - en:Northern Michigan University - en:Northwood University - en:Oakland University - en:Olivet College - Reformed Bible College - en:Rochester College - Sacred Heart Major Seminary - en:SS. Cyril and Methodius Seminary - en:Saginaw Valley State University - en:Siena Heights University - en:Spring Arbor University - en:Suomi College - en:Thomas M. Cooley Law School - en:University of Detroit Mercy - ミシガン大学システム - ミシガン大学 アナーバー 本部 - en:University of Michigan-Dearborn - en:University of Michigan-Flint - Walsh College of Accountancy and Business - en:Wayne State University - en:Western Michigan University - en:Western Theological Seminary - William Tyndale College - Yeshiva Beth Yehudah Gedolah |

## 芸術・文化

### オーケストラなど
- デトロイト交響楽団

### ミュージシャン
- ラッパー Eminem
- Madonna
- スティーヴィー・ワンダー

### スポーツチーム

#### プロスポーツチーム
ミシガン州内の多くのメジャーリーグスポーツチームはデトロイト・タイガース野球チーム（MLB）、デトロイト・ライオンズ・フットボールチーム（NFL）、およびデトロイト市内に位置しているデトロイト・レッドウィングス・アイスホッケーチーム（NHL）がMetro Detroit内に本拠地を置いている。NBAのデトロイト・ピストンズ男子バスケットボールチームおよびWNBAのデトロイト・ショックはザ・パレス・オブ・オーバーンヒルズで試合を行っている（ピストンズは1978年までデトロイト市のコボ・ホールおよび1988年までポンティアックのポンティアック・シルバードームで試合をしていた。）。デトロイト・ライオンズは1974年までデトロイト市内のタイガー・スタジアムで試合をしていたが、その後2002年にデトロイトのフォード・フィールドに本拠地を移転する前、ポンティアックのシルバードームへ本拠地を移していた。女子テニスプレーヤーのセリーナ・ウィリアムズはサギノー市出身である。
他の著名なスポーツチームは：
| チーム                        | スポーツ              | リーグ                                             |
| ----------------------------- | --------------------- | -------------------------------------------------- |
| Alpena Ice Diggers            | アイスホッケー        | North American Hockey League                       |
| Flint Generals                | アイスホッケー        | United Hockey League                               |
| Grand Rapids Griffins         | アイスホッケー        | アメリカン・ホッケー・リーグ                       |
| Kalamazoo Wings               | アイスホッケー        | United Hockey League                               |
| Motor City Mechanics          | アイスホッケー        | United Hockey League                               |
| Muskegon Fury                 | アイスホッケー        | United Hockey League                               |
| Plymouth Whalers              | Lecken voll mit zunge | Ontario Hockey League                              |
| Port Huron Flags              | アイスホッケー        | United Hockey League                               |
| Saginaw Spirit                | アイスホッケー        | Ontario Hockey League                              |
| Traverse City North Stars     | アイスホッケー        | North American Hockey League                       |
| Lansing Lugnuts               | 野球                  | マイナーリーグ、ミッドウェストリーグ               |
| Southwest Michigan Devil Rays | 野球                  | マイナーリーグ、ミッドウェストリーグ               |
| Traverse City Beach Bums      | 野球                  | マイナーリーグ                                     |
| West Michigan Whitecaps       | 野球                  | マイナーリーグ、ミッドウェストリーグ               |
| Michigan Mayhem               | バスケットボール      | コンチネンタル・バスケットボール・アソシエーション |
| Grand Rapids Rampage          | アリーナフットボール  | アリーナフットボールリーグ                         |
| Port Huron Pirates            | Indoor football       | Great Lakes Indoor Football League                 |
| Detroit Demolition            | フットボール          | Independent Women's Football League                |
| Detroit Ignition              | サッカー              | Major Indoor Soccer League                         |
| Kalamazoo Kingdom             | サッカー              | USL Premier Development League                     |
| Michigan Bucks                | サッカー              | USL Premier Development League                     |
| Michigan Hawks                | サッカー              | USL Wリーグ                                        |
| Michigan Phoenix              | サッカー              | Women’s Premier Soccer League                      |
| West Michigan Edge            | サッカー              | USL Premier Development League                     |
| West Michigan Firewomen       | サッカー              | USL Wリーグ                                        |

参照：List of Michigan sport championships

## その他

### 同州出身の有名人
- ミシガン州出身著名人の一覧を参照。

### 州の象徴など
- 州の鳥 - コマツグミ(Robin)
- 州の花 - リンゴ(Apple Blossom)
- 州の木 - ストローブマツ（Eastern white pine：学名 Pinus strobus）
- 州のモットー - "Si Quaeris Peninsulam Amoenam Circumspice."（ラテン語）"If you seek a pleasant peninsula, look about you."（英語、楽しい半島を求めているなら、貴方の周りをご覧）
- ミシガンの人のことを ミシガニアン "Michiganian"、ミシガンダー "Michigander" と呼ぶこともある。アッパー半島の人を、"Yooper"、ロウアー半島の人を "troll" と呼ぶこともある。
- ミシガン州のニックネーム："Great Lakes State"（五大湖の州）、"Wolverine State"（クズリの州）、Mitten State（ミトンの州）、Water Winter Wonderland（水と冬のワンダーランド）

### 日本の姉妹都市
(日本) - (州内)、年
- 滋賀県 - (ミシガン州)
- 青森県大鰐町 - (ノバイ市)
- 岩手県紫波町 - (ポーテジ市)
- 岩手県矢巾町 - (フリモント市)
- 群馬県高崎市 - (バトルクリーク市)
- 新潟県吉田町 - (ダンディ市)
- 長野県岡谷市 - (マウントプレザント市)
- 静岡県沼津市 - (カラマズー市)
- 愛知県半田市 - (ミッドランド市)
- 愛知県豊田市 - (デトロイト市)
- 愛知県小牧市 - (ワイアンドット市)
- 滋賀県大津市 - (ランシング市)
- 滋賀県彦根市 - (アナーバー市)
- 滋賀県近江八幡市 - (グランドラピッズ市)
- 滋賀県東近江市 - (マーケット市)
- 滋賀県草津市 - (ポンティアック市)
- 滋賀県守山市 - (エイドリアン市)
- 滋賀県栗東市 - (バーミングハム市)
- 滋賀県野洲市 - (クリントン・タウンシップ)
- 滋賀県甲賀市 - (マーシャル市)
- 滋賀県甲賀市 - (デウィット市・デウィットチャータータウンシップ)
- 滋賀県甲賀市 - (トラバースシティ市)
- 滋賀県竜王町 - (スーセントマリー市)
- 滋賀県高島市 - (ペトスキー市)
- 滋賀県高島市 - (グロス・ポイント・ファームズ市)
- 山口県防府市 - (モンロー市)
- 徳島県徳島市 - (サギノー市)
- 福岡県大牟田市 - (ノースマスキーゴン市)
- 福岡県大牟田市 - (マスキーゴン市)